# TMC (chaîne de télévision)
Pour les articles homonymes, voir TMC et Telemontecarlo.
Télé Monte-Carlo, plus connue par son sigle de TMC, est une chaîne de télévision généraliste, d'origine monégasque. Diffusée dès le 19 novembre 1954 à Monaco, elle est la plus ancienne chaîne de télévision privée d'Europe en activité et la deuxième antenne privée créée, après Télé-Sarre lancée en 1953 puis arrêtée en 1958 et avant Télé-Luxembourg/RTL, lancée en 1955. Depuis le 31 mars 2005, la chaîne appartient au groupe TF1.
La chaîne émet par voie terrestre à Monaco, en France métropolitaine et en France d'outre-mer, elle est également diffusée sur les réseaux câblés en Suisse et en Belgique. Originellement retransmise uniquement en principauté de Monaco et ses environs, couvrant environ un rayon de 100 km depuis l'émetteur installé à Monaco, sa diffusion est progressivement étendue au cours des décennies 1970 et 1980, vers le Sud-Est de la France et le nord de l'Italie, avant d'acquérir une plus grande visibilité grâce au câble et au satellite.
En 1989, TMC est à l’origine de la création de la chaîne musicale « Monte-Carlo Musique », dont l'acronyme est MCM.
Depuis juin 2016 et le désengagement de la principauté de Monaco dans son capital, TMC est détenue à 100 % par Monte Carlo Participations SAS, filiale du groupe TF1. Bien que les émissions soient destinées au marché français, la société éditrice de la chaîne et la régie finale de diffusion sont situées en principauté de Monaco.
La chaîne est membre de l'Union européenne de radio-télévision (UER) depuis sa création en 1954, jusqu'à l'année 2021.

## Histoire

### Chaîne pionnière du sud-est de la France

#### Genèse
En 1939, Charles Michelson obtient une concession pour exploiter Radio Tanger. Le projet est cependant récupéré par les autorités françaises après-guerre pour créer Radio Impériale. Le 6 février 1948, il obtient en compensation, un contrat de régie pour cinq ans des ondes courtes de Radio Monte-Carlo. La régie est majoritairement détenue par la Sofirad et à travers elle, par l'État français. L'échec des expérimentations techniques de ce mode de retransmission amène François Mitterrand, ministre français de l'Information de l'époque, à faire une concession à Michelson. Le 22 octobre 1949, il bénéficie d'une « option de sous concession » de la télévision dans la principauté de Monaco, auprès de la société qui détient Radio Monte-Carlo. L'opportunité est d'autant plus intéressante que le 12 octobre 1949, le président de la Sofirad Jacques Meyer, annonce au conseil d’administration de Radio Monte-Carlo que le gouvernement français renonce à déployer la télévision de la RTF à Marseille. Cette décision politique procure à la station monégasque, un monopole de fait pour la télévision dans le Sud-Est de la France. Michelson crée dès lors la société de droit monégasque Images et Son dont l'objectif initial est de constituer un réseau de stations de télévision privées en France. Pour calmer les inquiétudes de Pierre-Henri Teitgen, nouveau ministre français de l'information, lui-même opposé à cette entaille au monopole de la RTF, Charles Michelson cède tous ses droits le 20 août 1951 au Prince Rainier III de Monaco. Le monarque devient dès lors actionnaire et investit dans Images et Son. 
Le 11 février 1952, la création de la télévision monégasque est confirmée par les pouvoirs publics français qui signent le 21 mars 1953 la convention de mise en œuvre de l’option Télé Monte-Carlo. L'État français supprime toutefois le droit d’extension sur le territoire français par des relais installés sur son sol, limitant ainsi significativement le développement de cette nouvelle chaîne de télévision. Au début de l'année 1954, Michelson apporte un second gage aux autorités françaises : il fait entrer au capital d'Images et Son, la société RBV Radio-Industrie, fabricant d'équipements audiovisuels. Cette entreprise fournit la totalité du matériel de télévision conforme à la nouvelle norme française haute définition 819 lignes, inventé par le propre gendre du directeur de la société Armand Vorms, l’ingénieur Henri de France.

#### Débuts sous Images et son (1954–1957)

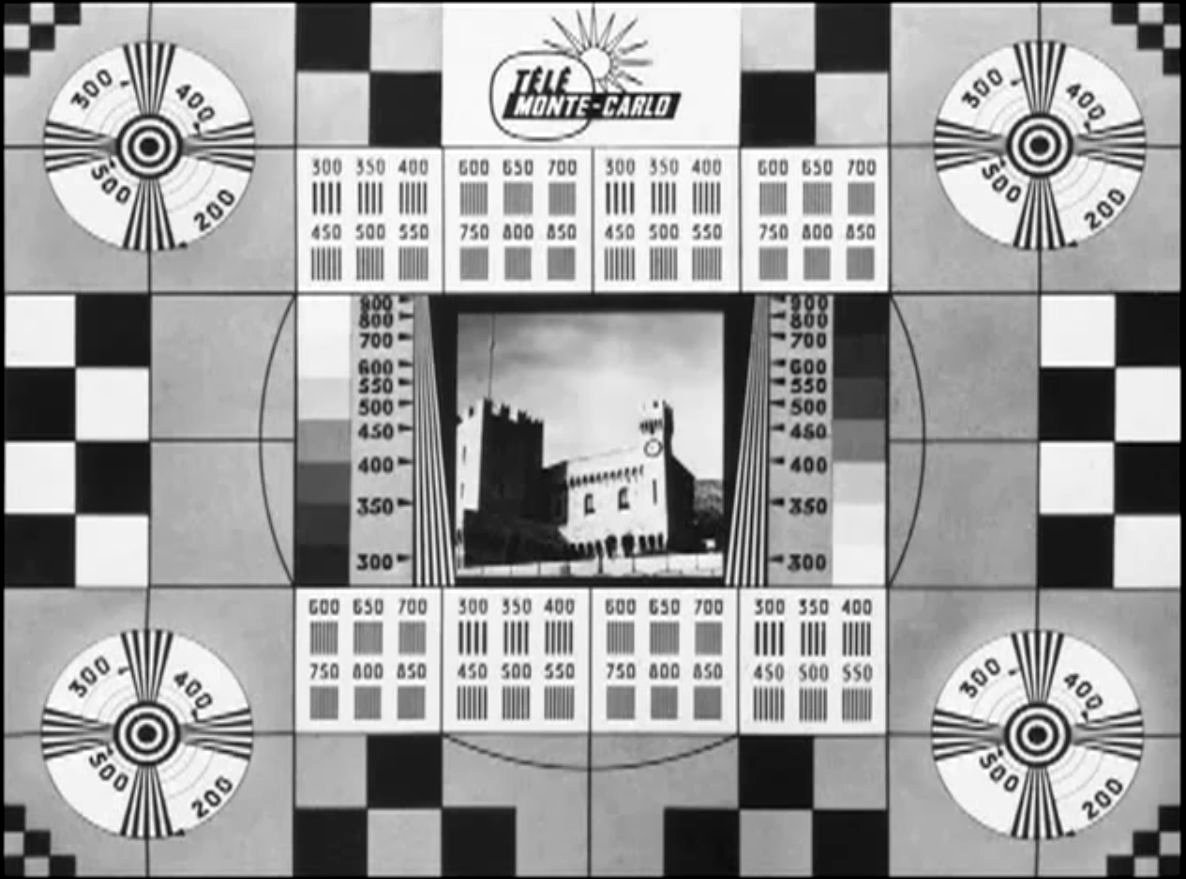
Télé Monte Carlo en 1954, en Haute Définition à la norme 819 lignes.

Le jour de la fête nationale monégasque, Télé Monte-Carlo est inaugurée le 19 novembre 1954 par le prince Rainier III, en présence de Charles Michelson et d'Henri de France. Deuxième chaîne de télévision privée en Europe après Télé Saar qui a commencé ses programmes en Sarre en février de la même année. Ces antennes sont toutes deux la propriété de la société du Prince Rainier III et de Charles Michelson, Images et Son.  Le siège de la chaîne se situe provisoirement dans les locaux de Radio Monte-Carlo au 16, boulevard Princesse-Charlotte à Monte-Carlo, où elle occupe un studio TV avec télécinéma conçu par Henri de France. Sa télédiffusion s'opère depuis la puissante antenne panneau de 50 kilowatts du Mont Agel (Alpes-Maritimes) orientée vers la principauté de Monaco, mais dont le canal VHF 10-H au standard 819 lignes attribué par l'UER peut être capté correctement par toute la Côte d'Azur de Saint-Tropez à Menton avec des débordements à Toulon, au littoral nord de la Corse et jusque dans les hauts quartiers de Marseille. Cette couverture dépasse largement les études initiales. Elle permet également à ces territoires français de recevoir la télévision, bien avant l’arrivée de la Radiodiffusion-télévision française, laquelle est loin de couvrir tout le territoire métropolitain. Afin de toucher les vallées encaissées dans lesquelles la bande I (41-68 MHz) passe mieux que les fréquences plus élevées du canal 10 en bande III, la principauté obtient de l'UER l'autorisation de pratiquer des essais sur le canal 2-H français (41,25-52,40 MHz) avec la même puissance (50 kW) mais ceux-ci s'avèrent peu concluants. La mise en service en 1960 de l'émetteur RTF définitif de Bastia sur ce même canal, risquant d'être brouillé par celui du Mont Agel, met fin à la double diffusion de TMC en bandes I et III.
Le 18 avril 1956, Télé Monte-Carlo retransmet en Eurovision le mariage du prince Rainier III avec l'actrice américaine Grace Kelly, ainsi que le 13e Grand Prix automobile de Monaco.

### Société spéciale d'entreprise (1958–1972)
En 1958, la Société spéciale d'entreprise (SSE) contrôle Télé Monte-Carlo, devenant une filiale à 32 % de la société Images et son (Europe 1) (contrôlée par la Sofirad) et se distinguant de Radio Monte-Carlo qui appartient également à la maison-mère Sofirad. La SSE exploite la station de Télé Monte-Carlo en vertu d'une convention conclue en 1952 avec Radio Monte-Carlo concessionnaire exclusif des droits d'émission en principauté de Monaco.
Dès ses débuts, Télé Monte-Carlo propose deux bulletins d'information de 20 minutes (Télé-Soir, à 20h et Télé-Dernière, à 22h15), et un programme destiné aux enfants, le Club Tintin.
Denise Fabre débute en 1961 comme speakerine sur la chaîne et y officie jusqu'en décembre 1963. En 1963, la chaîne est désormais siglée TMC. Jacques Antoine devient directeur des programmes, place qu'il va occuper jusqu'en 1977. Le créateur de jeux en tous genres installe plusieurs de ses créations sur la grille comme L’objet mystérieux, précurseur du Schmilblick. La grille de la chaîne est constituée de jeux, de séries inédites et d’un film tous les soirs. Contrairement à la télévision française, la publicité y est ouverte à tous les domaines sauf le tabac et l’alcool.
À partir de 1967, Jean Frydman administre la SSE qui contrôle Télé Monte-Carlo avant de prendre la direction de la chaîne, deux ans plus tard. En juin 1970, devenu patron de Télé Monte Carlo, Jean Frydman décide de créer une autre télévision commerciale privée baptisée « Canal 10 », laquelle devrait être une version distincte de la chaîne monégasque. Bien qu'après le départ de De Gaulle, le nouveau président de la République, Georges Pompidou, semble plutôt favorable à de nouvelles chaînes de télévision, le dossier va rester à l'état de projet. En 1969, Jean-Pierre Foucault, encore jeune animateur radio, fait ses débuts sur l’antenne de TMC pour présenter une émission de plateau. Jean Frydman prend la direction de Télé Monte-Carlo et dans le but d'alimenter la grille, il devient propriétaire d'un riche catalogue de films. Il souhaite dès lors créer la première chaîne nationale de télévision commerciale en France au début des années 1970. Le modèle économique consiste à exloiter le conséquent marché publicitaire télévisé très peu exploité par le service public ORTF; s'inspirant du modèle télévisuel britannique BBC-ITV.
Ainsi, Frydman lance le projet « Canal 10 » consistant à étendre la diffusion de TMC en 625 lignes UHF sur une grande moitié sud de la France jusqu'à Paris et reçoit l'appui du ministre des finances français, Valéry Giscard d'Estaing. Toutefois, ce projet ne verra jamais le jour car le président Georges Pompidou, farouche partisan du monopole de l'ORTF, s'y oppose. De même, en 1971, lors de la bataille entre les standards PAL et SÉCAM en Italie, les industriels français suggèrent au président Pompidou d'autoriser TMC à émettre en italien et en couleur au standard SÉCAM en direction de Rome et de la côte italienne, à partir du puissant émetteur ORTF de Bastia, pour inciter les Italiens à acheter massivement des récepteurs au standard SÉCAM et mieux pénétrer ce marché. Encore une fois, le Président de la République s'y refuse.
Des essais techniques en couleur SÉCAM destinés à l'Italie ont lieu dès le mois de juin 1971 avec la mise en place du canal 35 UHF, diffusé à la norme G avec une puissance de 50 kW. Après plusieurs essais, en 1973 TMC diffuse de façon expérimentale quelques émissions en italien sur ce canal, qui deviendra par la suite Tele Monte Carlo en 1974,.

#### Diffusion en couleur (1973–1986)
Le 24 décembre 1973 TMC offre finalement au public dès la veille de Noël, ses premières émissions en couleur au standard français SÉCAM L/L', à la fois sur le canal 10 de la bande VHF reconverti à partir de la norme 819 lignes, dans le format 625 lignes, recevable de Saint-Tropez à Menton et sur le nouveau canal 30 de la bande UHF, dont la zone de réception est bien plus réduite, de Cannes à Menton.
Officiellement créée pour répondre aux besoins de la forte communauté italienne installé en Principauté, une version italienne de Télé Monte-Carlo est mise en ondes, le 5 août 1974, émettant depuis Monaco.
Le 15 janvier 1975, le conseil d'administration de Télé Monte-Carlo sous l'égide de Jean Frydman décide de diffuser TMC en Italie, dans la région de Milan, à partir d'un émetteur situé en Corse. Le signal doit être conforme à la norme française « L » et au standard couleurs Sécam. Selon la presse, ce projet est très proche du dossier « Canal 10 », déjà élaboré par Frydman dès 1970. De 1976 à 1980, Henri de France participe à l’implantation et à l’exploitation du réseau de retransmission de Télé Monte-Carlo en Italie. En décembre 1976, la société Images et Son (Europe 1) acquiert les 22 % détenus par la revue Jours de France (M. Marcel Dassault) dans la Société Spéciale d'Entreprise (S.S.E.) qui exploite la station Télé-Monte-Carlo. Ainsi, Images et Son (Europe 1) contrôle la majorité (54 %) du capital de Télé Monte-Carlo, les autres participants étant Publicis S.A. (27,5 %) et la principauté de Monaco (18,5 %).
En mai 1981, l'alternance politique en France modifie significativement le contexte audiovisuel. La loi française du 29 juillet 1982 sur la communication audiovisuelle instaure un régime d'autorisation préalable pour émettre sur le territoire français. En 1983, à la suite de l'arrêt définitif du réseau 819 lignes noir et blanc de TF1 reconverti par TDF à la norme « L » 625 lignes couleur pour la diffusion prochaine de la chaîne payante Canal+, la diffusion du canal numéro 10 VHF de TMC est également remplacée par le canal numéro 8 à la norme « L », bien plus compatible avec la majorité de téléviseurs couleurs commercialisés à l'époque. Un accord est conclu pour dix ans, le 1er octobre 1984, entre le président de TMC et le gouvernement français, accord qui régit les modalités de diffusion de TMC en France. Au début de l'année 1984, le président français François Mitterrand, en visite officielle en Principauté, signe avec le prince Rainier III, un accord pour l’extension de la zone de diffusion de la chaîne sur le Sud-Est de la France, via des relais UHF installés à Toulon, Marseille et Avignon ainsi que jusqu'à Montpellier, triplant ainsi sa couverture (2,7 millions de téléspectateurs potentiels de Montpellier à Menton).
Le 18 décembre 1985, la chaîne est distribuée sur les réseaux câblés français, dès leur lancement à Cergy-Pontoise. Progressivement, son réseau est étendu dans certaines villes françaises et sur les réseaux câblés de Suisse romande. Les émissions de jeux, de variété et d'information aux multiples animateurs et journalistes, officiant à la fois sur RMC et TMC, confirment le traitement local et de divertissements à la chaîne, toute la première moitié des années 1980 avec notamment Michel Daner, José Sacré, Carole Chabrier, Alice Jordi, Max Lafontaine ou encore Nicole Cimadoré. Toutefois, le bouleversement du paysage audiovisuel français à la suite de l'arrivée des chaînes privées nationales commerciales Canal+ en 1984, puis La Cinq et TV6 l'année suivante, affecte la chaîne monégasque. Cette nouvelle concurrence touche directement TMC et RTL Télévision, contraintes de partager désormais un gâteau publicitaire non extensible avec leurs compétitrices nationales. À la suite des élections législatives françaises de mars 1986, le gouvernement de Jacques Chirac entame une politique de privatisation que François Léotard, nouveau ministre de la Communication est chargé de mettre en œuvre dans l'audiovisuel. L'un de ces dossiers concerne la vente des actifs de l'État détenus par la Sofirad et dont un lot concerne la station de radio RMC et sa filiale télé TMC. François Léotard nomme son ancien chef de cabinet, Pierrick Borvo à la direction générale de RMC, lequel s'adjoint les services de Patrice Duhamel, pour créer rapidement une plus puissante radio-télévision du « grand Sud » plus compétitive, qui étendrait sa zone de diffusion jusqu'à Bordeaux et Lyon, en passant par Toulouse et l'Auvergne.
Le groupe Hachette (Jean-Luc Lagardère) qui concourt pour la reprise de TF1 en cours de privatisation, revend en février 1987 pour un franc symbolique à RMC, les 30 % détenus par sa filiale Europe 1 Communication dans le capital de TMC, se refusant depuis un an déjà à régler sa quote-part du déficit de la chaîne s'élevant à 55 millions de francs, en 1986. Le capital de TMC est alors simplifié et est maintenant détenu à 60% par RMC et à 40% par la principauté de Monaco. RMC est une entreprise rentable et TMC souhaite élargir sa zone de diffusion dans tout le sud de la France et dispose d'une série de fréquences dans la région du Midi et des avantages liés à son appartenance à l'UER (Union européenne de radiodiffusion), notamment des droits de retransmissions sportives et un accès aux images d'actualité provenant des échanges européens. Autant de synergies et d'éléments intéressants pour les candidats à la reprise de RMC et surtout pour les repreneurs des réseaux de la cinquième et de la sixième chaines française. Dès lors, la Sofirad, qui détient 83% des parts de RMC (la principauté de Monaco détenant les 17% restants) peut mettre aux enchères le réseau RMC, en se désengageant complètement. La mise à prix de RMC et TMC est fixée à 600 millions de francs par un cabinet d'experts indépendants et le Crédit lyonnais. Quatre repreneurs s'intéressent au réseau RMC : Jean-Claude Decaux et son associé la Compagnie générale des eaux lesquels ont la préférence de Jacques Chirac, Claude Douce et ses partenaires M. Leven, patron de Perrier et M. Descours, patron des chaussures André, qui ont la préférence de François Léotard, James Goldsmith et les éditions Mondiales et enfin la Compagnie luxembourgeoise de télédiffusion. Les deux derniers, qui postulent également pour la reprise de La Cinq et de la sixième chaîne dont les émetteurs dans le sud de la France sont quasi inexistants, s'intéressent à TMC pour sa couverture de diffusion sur cette zone et souhaitent en faire une chaîne affiliée à un réseau national qui proposerait par décrochage un programme de complément. Selon ce projet, TMC vivrait de recettes de publicité locale et régionale ainsi d'une quote-part des recettes nationales du réseau auquel elle serait affiliée. Les pertes de TMC (plus de 2 millions de francs par mois) pèsent sur le groupe RMC-TMC.
En février 1987, des négociations auraient eu lieu entre Robert Hersant, propriétaire du journal Le Figaro, la Sofirad (Société financière de radiodiffusion) et le Prince Rainier de Monaco concernant une éventuelle reprise de Télé Monte-Carlo (TMC). À cette époque, Robert Hersant manifeste son intérêt pour l'acquisition de La Cinq, en partenariat avec Silvio Berlusconi. Cette double acquisition aurait potentiellement permis à Hersant d'étendre son influence médiatique jusqu'en Italie, où Silvio Berlusconi est déjà un acteur majeur du paysage audiovisuel. De plus, le statut international de TMC, notamment son appartenance à l'Eurovision, aurait représenté un atout stratégique supplémentaire pour le groupe de presse français. Toutefois, la principauté de Monaco tardant à approuver le cahier des charges de la privatisation, ainsi que la complexité du capital de RMC et les interdépendances liant RMC, la principauté et l’État Français, cette opération ne se réalise pas. Elle est reportée sine die une première fois en 1988.

#### Partenariat avec M6 et création de MCM (1987–1993)
À partir de cette période, TMC entame alors cinq années de difficultés financières, les programmes et les investisseurs se faisant rares; ce contexte la forçant dès le début 1987, à réduire sa grille de programmes originaux de 10 h 30 à 11 h et de 18 h 15 à 20 h. Venue de RTL Télévision, Michèle Navadic est recrutée comme directrice des programmes, pour reconstruire complètement la grille et lancer de nouveaux jeux et émissions pour la plage de diffusion 18 h 15 - 20 h. Ainsi, on découvre Musicolles, Téléphot', Des clips et des claps, Plein tube, Magasin Magazine, Via l’étrange, MC Monaco, S’il te plaît, montre-moi nos histoires, Animalement Vôtre et TMC Sport. Une refonte du logo aux losanges et un nouvel habillage d'antenne accompagne ces nouvelles émissions dès 1988. Nombre de futurs animateurs vedettes de télévision en France débutent sur la chaîne monégasque à cette période : Marc Toesca, Valérie Payet, Caroline Avon ou encore Nagui.
À partir du jeudi de l'Ascension 12 mai 1988 à 9 h, les émetteurs de TMC retransmettent de 9 h à 1 h du matin la nouvelle chaîne nationale commerciale française M6. Les émissions de TMC retransmises de 18h15 à 20h uniquement prennent la forme d’un décrochage quotidien du programme de M6. Instauré pour des motifs économiques, ce partenariat permet aux deux chaînes concurrentes d'unifier provisoirement leurs moyens. Hors de Marseille, la Six ne dispose pas d'émetteurs pour couvrir efficacement tout le sud de la France. Treize mois plus tard, le 1er juillet 1989, M6 ayant pu déployer ses propres émetteurs dans le sud de la France, le partenariat de diffusion avec TMC cesse,.
Télé Monte-Carlo, dont les moyens propres se limitent dorénavant à ne diffuser qu'en soirée, met à l'antenne à partir du 1er juillet 1989, le nouveau programme « Monte-Carlo Musique » (ou MCM Euromusique), une grille musicale créée par Europe 1 Communication et Télé Monte-Carlo. Cette nouvelle grille, principalement musicale, est acompagnée d'un nouveau logo et d'un nouvel habillage d'antenne, plus jeune et dynamique lancé fin 1990. MCM est diffusée toute la journée sur son antenne, sauf en soirée où TMC diffuse ses propres programmes. Ce reformatage de l'antenne permet à TMC d'augmenter sa diffusion via les réseaux câblés français, comme seule chaîne musicale française, après la suppression de TV6, complétée par une diffusion par satellite à la norme D2MAC, sur TDF-1/TDF2. Lagardère SCA, qui contrôle MCM au travers d'Europe 1 Communication, décide en 1992 de faire du programme musical MCM une chaîne thématique musicale à part entière, diffusée sur le câble en France et dès le 14 novembre 1992, sur le nouveau bouquet diffusé sur le satellite Télécom 2 intitulé CanalSatellite, dont il est co-actionnaire avec Canal+.
Dès la fin de l’été 1992 et l’arrêt de la reprise du programme MCM, la chaîne TMC est à nouveau confrontée à la question du coût de sa grille de programme face à une audience qui s'écroule à la suite du départ de MCM. TMC ne diffuse alors que l’après-midi entre 14h et 23h avec un journal local à 18h55, deux fictions à 20h30 et des séries multi diffusées l’après-midi (Derrick, Arnold & Willy,…). Le reste de l’antenne étant une image fixe sur fond vert, annonçant les programmes à venir de la journée, avec la radio Nostalgie en bande sonore. Après le départ de MCM, le logo et l'habillage d'antenne de TMC sont également retravaillé en août 1992, avec toutefois peu d'inspiration.
En mars 1992, malgré trois propositions de rachat formulées par Havas, Alcatel et NRJ, le gouvernement monégasque préféré repousser sine die la privatisation de RMC (et de sa filiale télé TMC), pour insuffisance de prix.
Depuis le début des années 1980, RMC consent à sa filiale de télévision des apports financiers de plus en plus importants, dont le montant cumulé atteint 291,8 millions de francs à la fin de 1993 selon un rapport de la Cour des comptes. Les créances de RMC et de sa filiale TMC sont apurées courant 1994, dans les conditions suivantes : le gouvernement monégasque ayant racheté l'immeuble de RMC pour un « prix global » de 385 millions de francs, un premier abandon de créance a été consenti le 29 mars pour un montant de 13,5 millions de francs, un second le 29 novembre pour 202,3 MF à quoi s'est ajoutée la réduction de 82,1 MF à 38,1 MF de la part du passif dans TMC revenant à la Principauté, cette dernière faisant à son tour abandon de sa créance. RMC rétrocède également pour 40 millions de francs à la Sofirad sa participation dans la SSE Télé Monte-Carlo désormais détenue à 50 % par la Sofirad et à 50 % par la principauté de Monaco. Ainsi TMC est désormais officiellement séparée des capitaux de RMC et une troisième entité Monte-Carlo Radiodiffusion (MCR) est créée pour gérer les émetteurs et les canaux de télédiffusion monégasques.

### Chaîne régionale et thématique (1994–2001)
AB Groupe et Fidimages, filiale de la Compagnie générale d'images appartenant à la Générale des eaux fondent ensemble la « Société de programme Monégasque des ondes » (MDO) et signent le 14 septembre 1993 un accord avec le concessionnaire du gouvernement monégasque (la SSE Télé Monte-Carlo) pour assurer la production déléguée des programmes de la chaîne et bénéficier des recettes publicitaires.
La Générale d'images devient opérateur de la chaîne par le biais de sa filiale MDO et ambitionne par cet accord, de transformer TMC en une grande chaîne généraliste du câble français dont elle est l'un des opérateurs principaux. La diffusion des programmes est dès lors effectuée depuis La Plaine Saint-Denis, via la régie de AB Groupe. Le 1er octobre 1993, la Monégasque des ondes confie à Ellipse Câble, filiale de Canal+ spécialisée dans la création de chaînes thématiques et de programmes originaux pour le câble, le soin de revoir toute la programmation de la chaîne et de fournir les éléments de programme permettant d'assurer la totalité des heures de diffusion prévues. Faisant table rase du passé, la chaîne est lancée le 13 octobre 1993 à 11h30 avec un nom, une programmation et un habillage entièrement repensée, ceci après seulement trois semaines de préparation.
Ellipse Câble et son directeur général Michel Thoulouze, ambitionnent le retour de La Cinq disparue le 12 avril 1992, non plus sur le réseau hertzien national français mais via les réseaux câblés français et la télédiffusion terrestre monégasque (et aux alentours), sous le nom de Monte-Carlo TMC. Le nouveau programme est mis à l'antenne en octobre 1993, avec un habillage d'antenne mêlant le marbre et le velours. Le programme s'affiche à la fois familial, sans contenus violents, avec des animateurs, chaleureux, glamour, relayant les événements de la Principauté et de Monte-Carlo et cultivant l’accent du Sud. La production s'étend à dix-huit heures de programmes régionaux originaux par semaine et une ouverture revendiquée sur « le monde méditerranéen ». La voix du comédien Didier Gircourt, entendu dans les bandes annonces de TF1, est alors choisie pour présenter les programmes; il va rester la voix et la plume des bandes annonces de la chaîne jusqu'en 2001.
La chaîne bénéficie d'une partie du catalogue de films du groupe Canal+ et de nombreuses nouvelles émissions sont mises à l'antenne aux commandes desquelles, on retrouve plusieurs célèbres animateurs français pour incarner la chaîne. Trente ans après son départ, Denise Fabre revient sur TMC pour présenter Boléro, le magazine glamour tourné en principauté, Michel Cardoze part tous les dimanches à la découverte du grand Sud dans son magazine SUD, Stéphane Paoli anime chaque soir Télé TV et Patrick Sabatier reçoit chaque soir un invité, dans l'émission Pendant la pub.
En juillet 1995, Canal+ et le groupe allemand CLT-UFA reprennent conjointement 47,5 % du capital de la Monégasque des ondes (MDO) à la Générale d'images filiale de la Générale des eaux, laquelle conserve 47,5 %, alors qu'AB Groupe conserve les 5 % restants. Reformatée avec succès voilà deux ans par Michel Thoulouze, TMC perd néanmoins encore de l'argent comme toutes les chaînes thématiques à l'exception de Planète. Monte-Carlo TMC, la chaîne du Sud, a choisi de se positionner « tous publics » avec un ton qui se veut chaleureux et une forte coloration régionale dans ses programmes, un positionnement thématique familiale indispensable dans la composition à moyen terme des futurs bouquets numériques sur satellite, ce qui justifie amplement l'investissement, selon la direction du groupe Canal+. En plus de sa diffusion locale hertzienne et par câble en France, le signal de Monte-Carlo TMC est présente sur 80 % des réseaux câblés en Suisse romande et est aussi retransmis crypté, dans le nouveau bouquet satellitaire CanalSatellite en analogique sur Telecom 2B, étendant ainsi son bassin de diffusion à toute la France métropolitaine et d'outre-mer.
Comme durant les décennies 1960 et 1970 et 1980, la chaîne assure la couverture médiatique des grands événements en Principauté, parmi lesquels les cérémonies du 700e anniversaire de la dynastie Grimaldi en 1997 (retransmises en Eurovision) ou les grands prix de Formule 1 de Monaco. La chaîne retrouve un public plus large et atteint les 3 % de part de marché et se place en 1997, selon Médiamétrie, à la 3e place des chaînes du câble et du satellite (après RTL9 et Eurosport), elle est 4e en 1998.
Le format développé par Michel Thoulouze pour « Monte-Carlo TMC » reste quasiment inchangé durant 9 années de 1993 à 2002, il confirme un succès populaire et assied la notoriété nationale de la chaîne.

### Nationalisation (2002–2004)
Le groupe Pathé acquiert en janvier 2002, 50 % de la SSE Télé Monte-Carlo par le rachat des parts de la Sofirad, enfin mise en liquidation par l'Etat français. En mars 2002, le Groupe Canal+ sort du capital de la Monégasque des ondes (MDO) et récupère la chaîne Pathé Sport à la suite d'un échange de parts avec le groupe Pathé. Pathé obtient par ailleurs l'accord du gouvernement monégasque pour porter sa participation à 80 % dans la SSE Télé Monte-Carlo, qui est désormais en situation de postuler à l'attribution d'un canal national en télévision numérique terrestre (TNT) nationale française. Le groupe Pathé devient ainsi opérateur de Monte-Carlo TMC et souhaite lui donner un ton plus jeune. En effet, le public de la chaîne est relativement âgé ce qui a un impact négatif sur le ciblage publicitaire. Un nouvel habillage d'antenne est adopté en mars 2002. Le nom de la chaîne redevenant simplement TMC et la programmation s'axant davantage sur la diffusion de fictions chaque soir. Toutefois le succès n'est pas au rendez-vous et l'audience est dégradée.
En 2002, le nouveau directeur général adjoint et directeur des programmes Gérald-Brice Viret, engage une politique visant à renouer avec « l'époque glorieuse » et à assoir la crédibilité de TMC comme chaîne généraliste. Cette mutation entend préparer la candidature que Pathé compte présenter au CSA, en vue de l'obtention d'un canal sur la prochaine télévision numérique terrestre française. TMC déménage sur le quai Antoine-Ier à proximité immédiate du port de Monaco dans de nouveaux studios construits à cet effet. Le 17 juin 2002, le groupe Pathé présente un dossier de candidature à l'obtention d'un canal national pour la chaîne.
Le 21 mars 2003, la chaîne change une nouvelle fois d'identité, une année après la précédente tentative d'habillage qui n'aura pas donné satisfaction. TMC se dote d'un habillage 3D considéré comme plus moderne et d'un nouveau nom, TMC Monte-Carlo. Les émissions de plateau avec invités reviennent à l'antenne, comme notamment Tout Nouveau Tout Beau, animée depuis les studios parisiens de Pathé par Christophe Ruault, venu de la chaîne Voyage. Claude Belleï est nommé directeur de l'information; il installe le magazine politique national hebdomadaire 15 minutes pour le dire et un magazine d'actualité régionale. Plusieurs séries culte sont mises à l'antenne, telles que Hercule Poirot, renforcées par des films issus du catalogue Pathé. Enfin, la chaîne reprend la couverture en direct des événements majeurs de la Principauté ; fête nationale, Grand-Prix automobile, matchs de l'AS Monaco) et en région Provence-Alpes-Côte d'Azur, tournoi international de pétanque, beach-volley. Le 10 juin 2003, TMC Monte Carlo est retenue par le CSA pour être diffusée en clair sur le canal national no 10 de l'offre gratuite de la TNT,. Cette situation lui permet de bénéficier d'une couverture nationale satisfaisante du territoire français dès son lancement sur la TNT le 31 mars 2005 à 18 h 05 et de rivaliser avec les autres chaînes généralistes. Toutefois, le 10 février 2005, à quelques mois du lancement de la TNT nationale, alors que la chaîne fête ses 50 ans avec faste durant tout un week-end en relatant les souvenirs de ses animateurs successifs et diffusant nombre d'images d'archives retraçant son histoire,, le groupe Pathé décide de se désengager de l'audiovisuel. Il revend ses parts dans la chaîne, soit 80 %, pour près de 40 millions d'euros au groupe TF1 (40 %) et au groupe AB (40 %) qui en deviennent opérateurs, la principauté de Monaco conservant 20 % du capital.

### TNT française (depuis 2005)

#### Réorganisation et réduction des coûts (2005–2009)
Les deux coactionnaires TF1 et AB cherchent à réduire leurs coûts dans l'attente de rentabiliser leur investissement, d'où la diffusion de nombreuses séries. Cette nouvelle prise de contrôle est toutefois validée par le Conseil d'État par un arrêt rendu le 27 juin 2007.
Dès son lancement sur la TNT en mars 2005, la nouvelle direction de la chaîne confirme alors que TMC Monte Carlo n'est plus vouée à investir et à produire des programmes originaux mais est contrainte diffuser des produits achetés à l'extérieur, contrairement aux promesses d'investissements figurant dans le dossier de candidature remis par Pathé au CSA lors de sa sélection pour la télévision numérique terrestre française gratuite.
Les actionnaires justifient leur décision par les considérables pertes affichées par le Groupe TMC composé de la chaîne Télé Monte-Carlo (Société anonyme monégasque S.A.M. Télé Monte-Carlo), dont les comptes sont à l'équilibre et de la Monégasque des ondes (MDO) créatrices des contenus produits en principauté, qui est largement déficitaire.
Le 31 mars 2005, le modèle économique de TMC Monte Carlo passe du câble-satellite payant bénéficiant des abonnements générant près des trois quarts des recettes, à une diffusion en clair sur la TNT gratuite, financée par la publicité. Le format est revu par TF1 et AB Groupe, qui s'inspirent de leurs expériences réciproques avec TV Breizh pour la Une et sur RTL9 et NT1 pour AB; leur stratégie consiste à mettre à l'antenne un programme minimaliste moins coûteux, constitué de rediffusions de séries et fictions issues des catalogues des deux coactionnaires et de quelques programmes courts, produits en Principauté. Le 14 décembre 2005, le président du Conseil national de la Principauté, Stéphane Valéri, réclame des garanties « concernant le maintien d'une activité effective et des emplois qui y sont associés, de TMC en Principauté », rappelant que « la participation financière substantielle de l'État monégasque dans ce projet (de rapatriement de la diffusion à Monaco), de 1,4 million d'euros, ne peut se concevoir sans la garantie que TMC assume pleinement son rôle de relais médiatique de la Principauté ». Depuis février 2006, un an après son rachat par les groupes TF1 et AB Groupe, la télédiffusion de TMC est à nouveau opérée depuis le territoire de Monaco. Antérieurement à sa reprise en 1993, son signal a été techniquement retransmis par le Groupe AB, à partir de son siège situé à la Plaine Saint-Denis, en région parisienne.
Le 29 juin 2006, la Monegasque des ondes (MDO) est dissoute et absorbée par la « S.A.M. Télé Monte Carlo ». Le 16 février 2009, l'habillage d'antenne est integralement revu pour son passage au format 16/9 et la châine reprend son nom historique de TMC et la couleur rouge grenadine de la principauté de Monaco. En 2008 et 2009, TMC est une des chaînes leader en termes d'audience sur la TNT.

#### Prise de contrôle par Groupe TF1 (2010–2015)
Au début de l'année 2010, le groupe TF1 acquiert les 40 % encore détenus par le groupe AB, après l'avis du CSA. TMC est consolidée à 100 % dans les comptes de TF1, à compter du mois de juillet 2010. Le 3 juillet 2011, TMC retransmet en Eurovision le mariage du prince Albert II avec la nageuse sud-africaine Charlene Wittstock, en direct depuis la cour d'honneur du palais de Monaco.
Le 13 février 2012, la chaîne enregistre son record historique en termes d'audience avec 2 025 000 téléspectateurs, soit 7,5 % de parts de marché, en diffusant le film Bodyguard, en hommage à la chanteuse Whitney Houston, décédée deux jours auparavant. En 2013, TMC réalise plusieurs records d'audience grâce à la Coupe des Confédérations qui totalise 19 millions de téléspectateurs. Le 19 mai 2015, le signal de la chaîne TMC passe à la Haute Définition.
Le 9 mai 2016, le Groupe TF1 annonce l'arrivée de l'animateur Yann Barthès et de son équipe issue du Petit Journal de Canal+ sur les chaînes TF1 et TMC. L'animateur du Petit Journal et sa société de production Bangumi vont produire deux nouvelles émissions; un rendez-vous hebdomadaire sur TF1 et une quotidienne sur TMC intitulée Quotidien, diffusée entre 19 h et 21 h.

#### Désengagement de Monaco (depuis 2016)
Le 9 juin 2016, le Groupe TF1 rachète à la principauté de Monaco, l'unique participation de 20 % qu'elle détient dans TMC et devient ainsi le seul propriétaire de la chaîne. Précise le groupe TF1 précise que « Ce rachat va s’opérer via un échange d’actions qui permet à la Principauté de faire son entrée au capital du premier groupe privé de télévision en France. Monaco détiendra ainsi 1,1 % de TF1 » et que « Cette transaction ne modifie en rien le fonctionnement actuel de la chaîne TMC, dont le siège et les activités se trouvent à Monaco. Le groupe TF1 confirme ainsi la mise en œuvre de sa stratégie multi-chaînes ».
Le 12 septembre 2016, à l'occasion du changement de ligne éditoriale se revendiquant plus haut de gamme, l'habillage et le logo sont modifiés et lancés par Yann Barthès, lors de la première de son émission Quotidien.
Le 2 juin 2017, la chaîne retransmet pour la première fois une rencontre en direct de l'équipe de France de football, France - Paraguay match amical, depuis le Roazhon Park à Rennes. La rencontre est commentée par Grégoire Margotton, Bixente Lizarazu et Frédéric Calenge. Le 4 juin 2017 TMC diffuse le concert caritatif de la chanteuse Ariana Grande à 20 h, après le terrible attentat de Manchester qui a entraîné la mort à 22 personnes et plus de 50 blessés. Près d'une quarantaine de diffuseurs assurent la retransmission du concert One Love Manchester dont TMC.
Fin 2019, renouant avec la retransmission historique de la Formule 1 durant les années 1960 et 1970, la chaîne TMC diffuse pour la première fois sur son antenne, le Grand Prix des États-Unis. Le groupe TF1 ayant acquis d'autres droits sur la saison 2020, TMC diffuse deux nouvelles courses en octobre et novembre, avec les Grand Prix d'Émilie-Romagne et du Portugal.
En 2023, TMC décide de ne plus produire et réaliser la captation TV du Grand Prix de Monaco, alors qu’historiquement, la chaîne a toujours été chargée de la réalisation des images des courses à Monaco. Du 25 mars 2024 au 31 janvier 2025, l'Institut audiovisuel de Monaco consacre une exposition spéciale sur les vingt premières années de la chaîne: La Jeunesse de Télé Monte-Carlo 1954-1974, de Télé Monte-Carlo à TMC, de l’invention de la télévision moderne à la couleur.
Les archives de TMC sont conservées à l'Institut audiovisuel de Monaco. « Au début des années 2000, TMC nous a confié ce qu’ils conservaient de leurs archives, sans aucun inventaire. Nous avons traité en priorité les documents d’actualités liés à Monaco. Mais beaucoup de choses n’étaient pas documentées », retrace Estelle Macé, commissaire de l’exposition.
En 2024, TMC est candidate au renouvellement de son autorisation d'émettre sur la TNT nationale française arrivant à échéance en 2025. La chaîne est auditionnée le 9 juillet 2024 par l'Arcom.

## Identité graphique

TMC +1
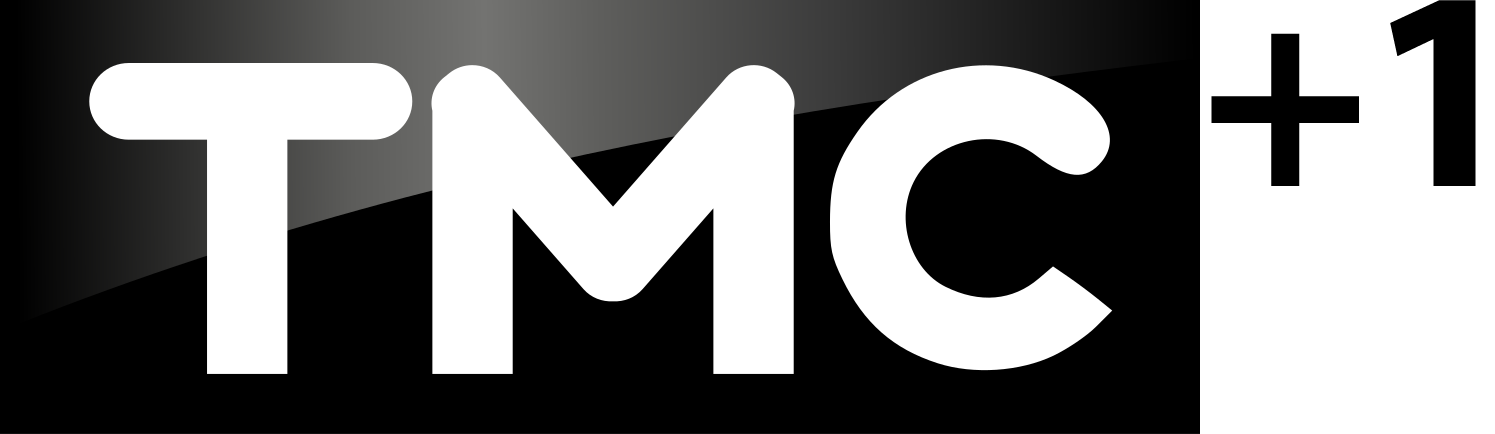
Logo de TMC+1 du 14 mars 2018 au 3 juillet 2024.

Le premier logo de Télé Monte-Carlo de novembre 1954 à 1963 est constitué d'un écran de télévision blanc portant la mention Télé Monte-Carlo sur bandeau foncé et derrière lequel figure un soleil.
Pour accompagner son passage à la couleur le 24 décembre 1973, TMC se dote d'un indicatif d'ouverture d'antenne, jouant avec ses trois lettres projetées alternativement à l'écran dans une explosion de couleurs.
À partir de 1984, le logo de TMC paraît affirmer l'identité nationale de la chaîne monégasque, en accrochant chacune de ses trois lettres sur un losange rouge, directement inspiré du blason officiel de la Principauté.
Ce logo va connaitre diverses déclinaisons :
- En 1985, le logo s'affine avec des lettres blanches, marbrées de vagues et posées sur des losanges rouge[68].
- En 1986, avec le lancement de La Cinq et de TV6 en France, TMC se dote d'un nouvel habillage d'antenne se voulant plus dynamique et commercial, les lettres TMC passent au noir, marbrées de rayons cosmiques et posées sur des losanges rouges[69],[70].
- En 1988, le nouvel habillage d'antenne mêle synthétiseur et jeux d'effets vidéos en trois dimensions est censé rajeunir l'image de la chaîne, confrontée à la forte concurrence des nouvelles chaînes nationales commerciales françaises[26],[71]. À partir du 12 mai 1988, pendant le relai de diffusion des programmes de M6 sur les émetteurs de TMC, la chaîne modifie ses jingles de publicités[72].
- En 1989, le logo aux losanges est modifié dans une version 2D plus institutionnelle, adoptant les couleurs de la Principauté, rouge et blanc[73]. Cet ancien logo est repris le 6 avril 2022 pour la bande annonce de l'émission Canap 89 d'Etienne Carbonnier, laquelle revisite l'année 1989 sur la chaîne[74].
- En 1990, TMC modifie son logo avec le losange rouge passant au-dessus des lettres TMC. L'habillage d'antenne est également entièrement repensé.
- En 1992, ce même logo est doté d'un fond vert, pour faire référence au Casino de Monte-Carlo, avec toutefois une refonte de l'habillage d'antenne, aux effets et aux sonorités minimalistes[33],[75].

En 1993, Ellipse Câble remplace le nom de la chaîne en Monte-Carlo TMC et l'habille de marbre et de velours. La chaîne exploite un habillage en trois dimensions (3D) entièrement réalisés par ordinateur, une première européenne. Cet habillage reste quasiment inchangé pendant neuf années.
Le 2 mars 2002, le groupe Pathé rebaptise la chaîne TMC souhaitant rajeunir son image et ce « lifting » s'accompagne d'un nouvel habillage à base de vagues aux sons et couleurs du sud, avec un nouveau logo rond dissimulant un soleil, signé par l'agence TV Gédéon qui est censé favoriser l'audience et la pénétration de TMC. « Télé Monte-Carlo a opéré sa mue. La chaîne, née à la Libération, se rebaptise TMC. Le côté princier n'avait plus lieu d'être », explique Jean-François Dion, directeur général délégué.
Le 21 mars 2003, cet habillage est abandonné au bout d'un an pour un nouvel habillage 3D conçu par l'agence Aart Design et un nouveau logo mis à l'antenne, alors que la chaîne change encore de nom pour TMC Monte-Carlo en vue de préparer sa future diffusion nationale sur la TNT française.
Le 16 février 2009 la chaîne se renomme une nouvelle fois TMC et apparaît un nouveau logo de forme ronde et aux couleurs de la Principauté rouge corail et blanc, créé par l'agence TV Dream On,. Il réagit comme un bouton poussoir, en déclenchant des actions dans l'habillage antenne.
Le 12 septembre 2016, à l'occasion du changement de ligne éditoriale censé être plus haut de gamme, l'habillage et le logo sont modifiés et lancés par Yann Barthès, lors de la première de son émission Quotidien. Son habillage est conçu par l'agence Superestudio et son logo par l'agence W&Cie. L'habillage met en valeur le canal numéro 10 de son numéro sur la TNT. Le 1 se transformant en lettre M et le zéro se transformant en C de TMC. La principauté de Monaco ayant quitté le capital de la chaîne en juin, le rouge corail faisant référence à la Principauté, est abandonné.

Fichier:Logo-TMC-1954.pngPremier logo de Télé Monte-Carlo du 19 novembre 1954 au 4 octobre 1963, figurant sur la mire télédiffusée.
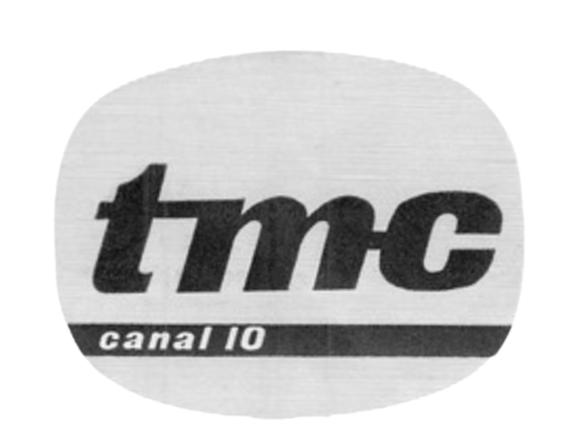
Fichier:Télé_Monte-Carlo_Canal_10_(1963-1973).pngLogo de TMC de 1963 à 1973 avec l'indicatif Canal 10.
Fichier:TMC_1963.jpgLogo de TMC du 4 octobre 1963 au 24 décembre 1973.
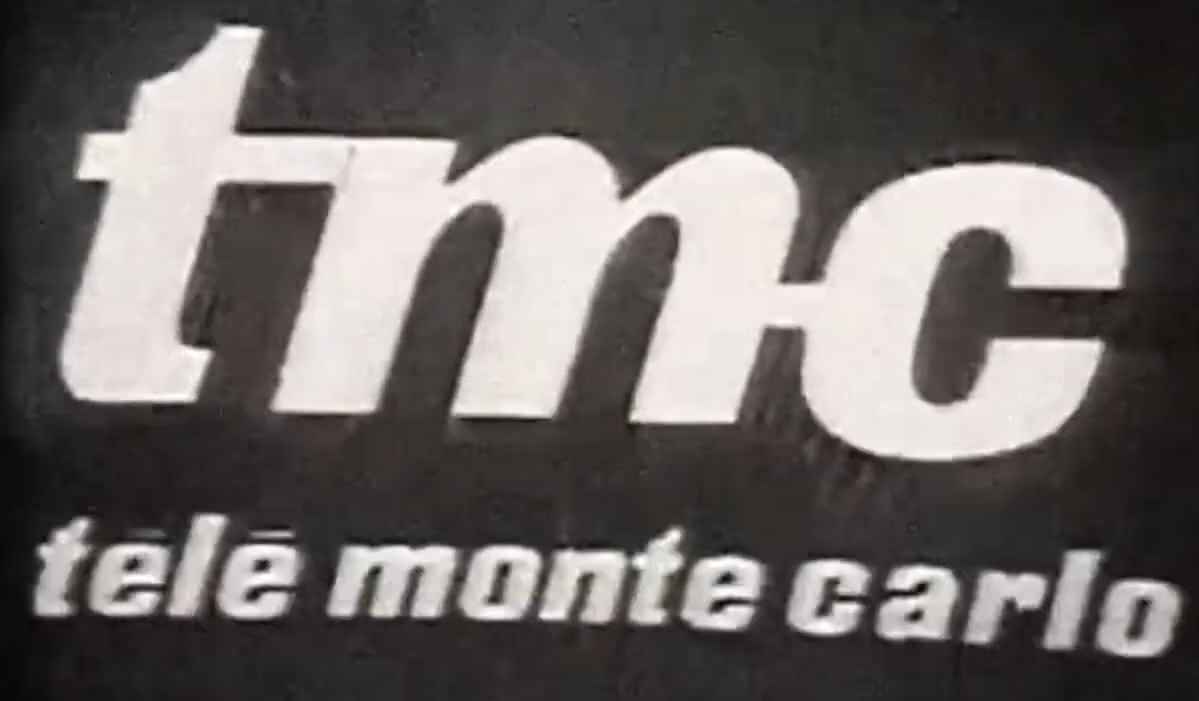
Fichier:Télé_Monte-Carlo_(TMC)_noir_et_blanc_antenne_(1973-1975).pngLogo de TMC diffusé pour les programmes en noir et blanc lors de l'ouverture et la fermeture d'antenne du 24 décembre 1973 à février 1975 (arrêt définitif du noir et blanc)[85].
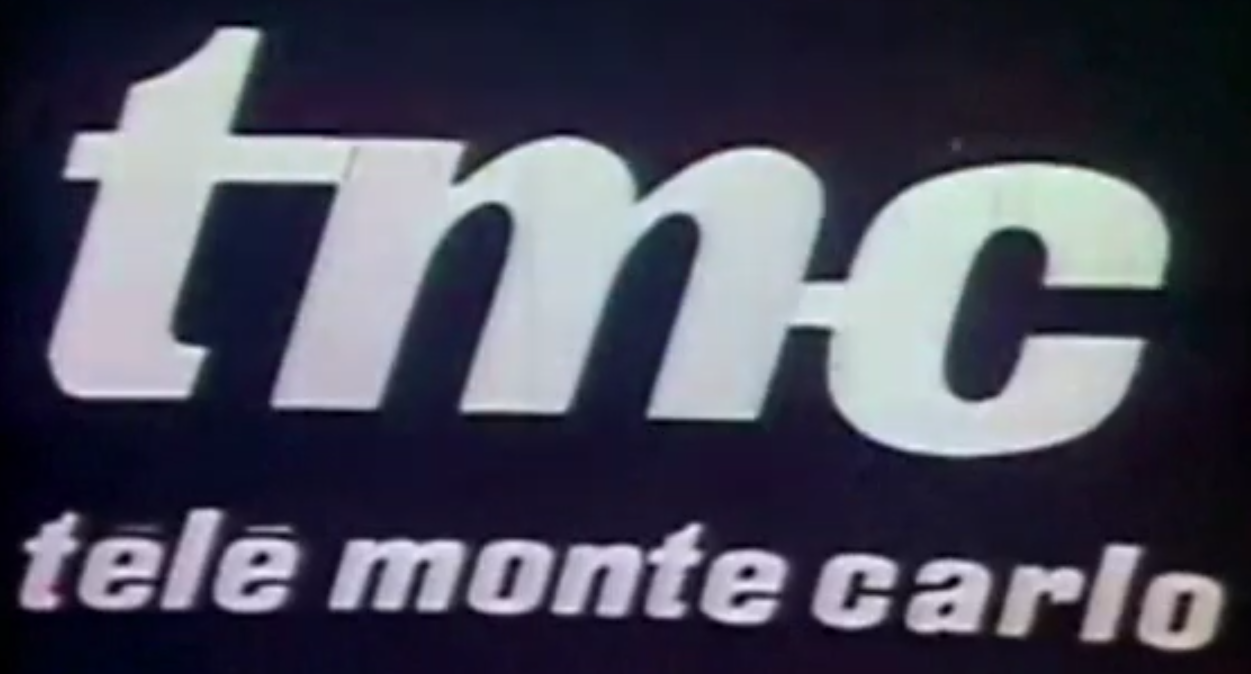
Fichier:Télé_Monte_Carlo_(TMC)_couleur_antenne_(1973-1986).pngLogo de TMC en couleur diffusé lors de l'ouverture et la fermeture d'antenne du 24 décembre 1973 (premiers essais de programmes en couleur) à 1986. (Utilisé aussi pour la déclinaison italophone Tele Montecarlo).
Fichier:TMC1974.svgLogo de TMC du 24 décembre 1973 au 15 juin 1981 (également mire musicale hors plage horaire d'émission).
Fichier:Logo_TMC_1981.pngLogo de TMC du 15 juin 1981 à 1984. (Utilisé surtout pour la déclinaison italophone Telemontecarlo et conjointement avec le logo TMC couleur de 1973).
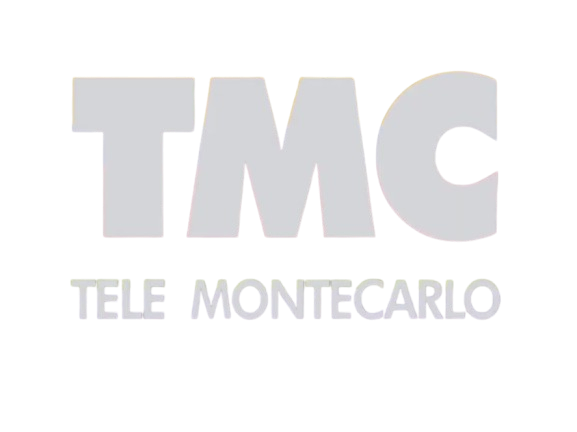
Fichier:Logo_Télé_Monte-Carlo_1980s.pngLogo de TMC très rarement utilisé en 1984(Utilisé surtout pour la déclinaison italophone Telemontecarlo de 1981 à 1985)..
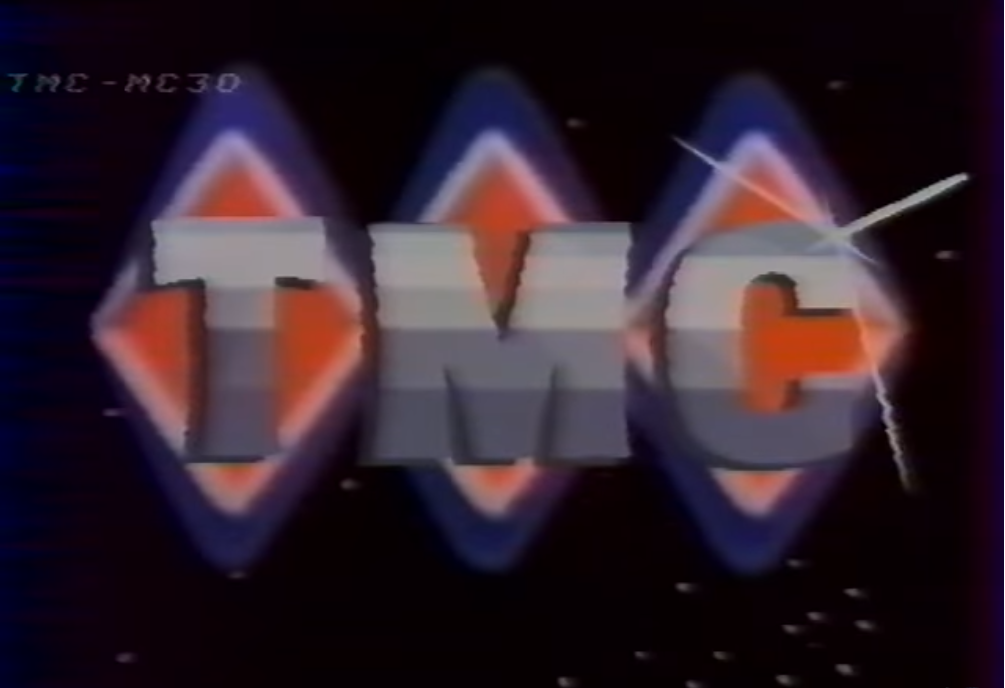
Fichier:Logo_TMC_1984.pngLogo de TMC utilisé entre 1984 et 1985[67].
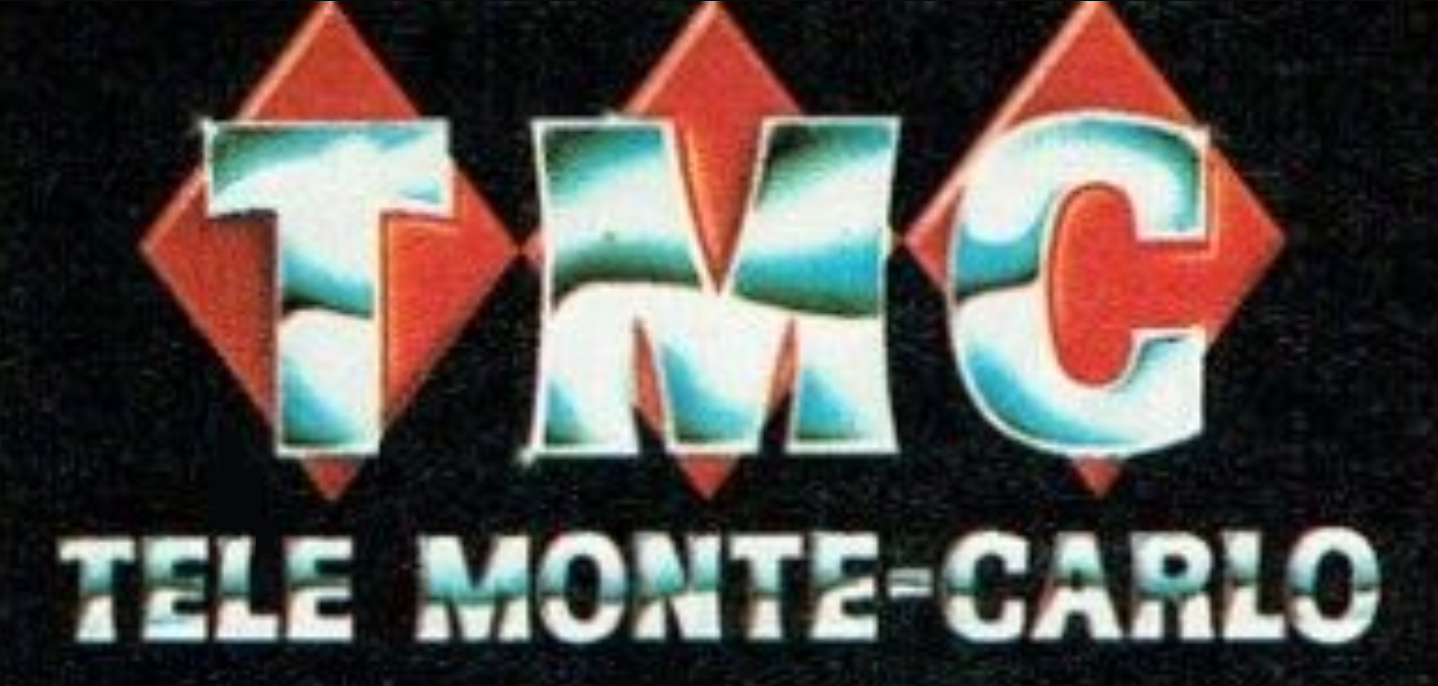
Fichier:Logo_TMC_Télé_Monte-Carlo_1985-1986.pngLogo de TMC utilisé de 1985[68] à 1986.
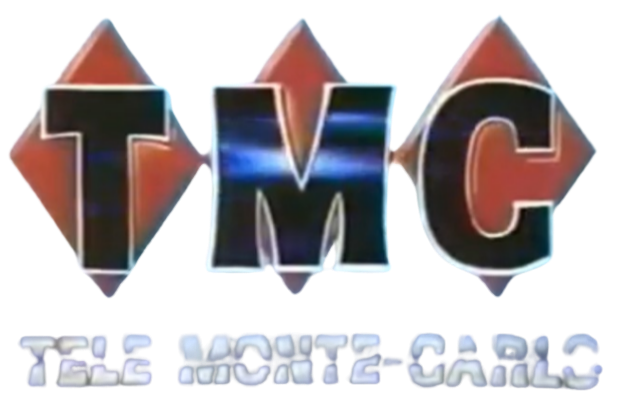
Fichier:Télé_Monte-Carlo_(TMC)_logo_(1986-1988).pngLogo de TMC du 22 décembre 1986 à janvier 1988.
Fichier:TMC_1986.svgReproduction du logo de TMC du 22 décembre 1986 à janvier 1988.
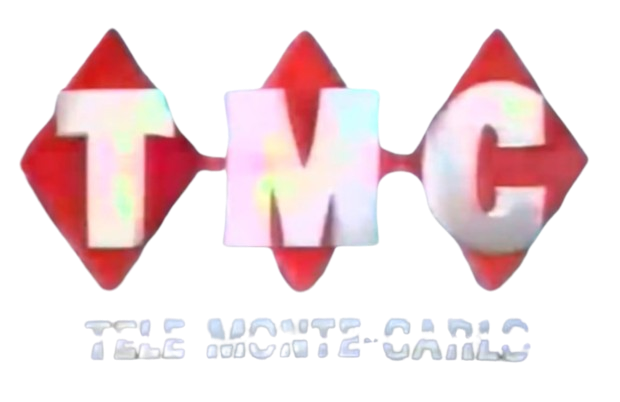
Fichier:Télé_Monte-Carlo_(TMC)_logo_(1988-1989).pngLogo de TMC en trois dimensions utilisé pour l'ouverture et la fermeture d'antenne de janvier 1988 au 1er juillet 1989.
Fichier:TMC1988.svgVariante utilisée de janvier 1988 au 1er juillet 1989 avec lettres rouges[86].
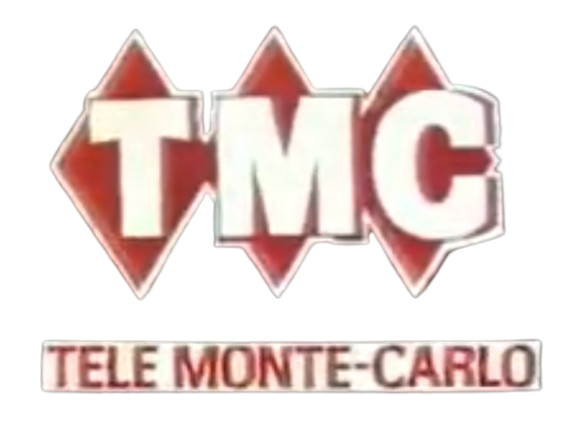
Fichier:Télé_Monte-Carlo_(TMC)_variante_(1988-1989).pngVariante avec bordures blanches utilisée du 12 mai 1988 au 1er juillet 1989.
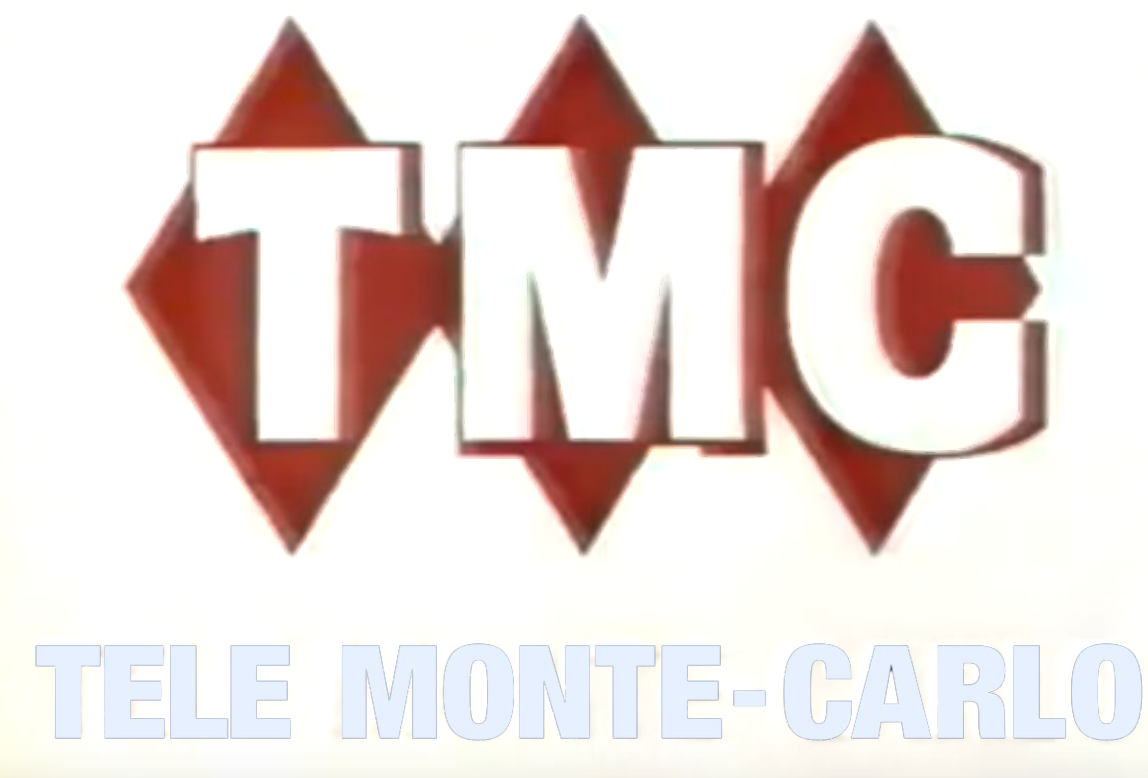
Fichier:Télé_Monte-Carlo_(TMC)_logo_1989-1990.pngLogo de TMC avec lettres blanches utilisé du 1er juillet 1989 à 1990.
Fichier:TMC_1991.svgLogo de TMC de 1990 au 31 août 1992.
Fichier:Logo_TMC_1992.svgLogo de TMC du 31 août 1992 au 13 octobre 1993.
Fichier:Monte_Carlo_TMC_logo_1993.svgLogo de Monte-Carlo TMC du 13 octobre 1993 au 2 mars 2002.
Fichier:TMC_2002.svgLogo de TMC du 2 mars 2002 au 20 mars 2003.
Fichier:TMC_2007.svgLogo de TMC Monte-Carlo du 20 mars 2003 au 16 février 2009.
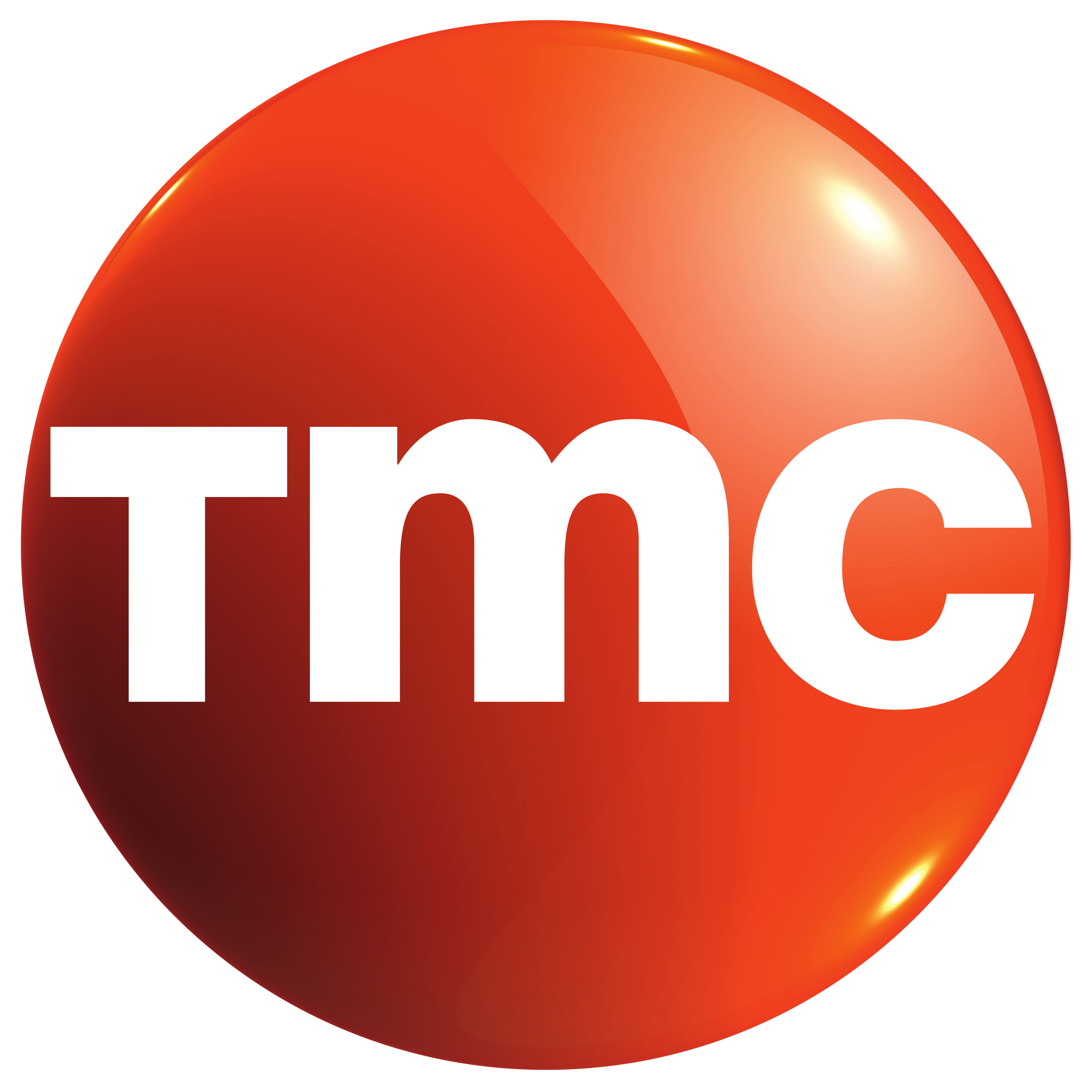
Fichier:TMC_(2009)_Boule_Logo.pngLogo de TMC du 16 février 2009 au 12 septembre 2016.
Fichier:TMC_logo_2016.svgLogo de TMC depuis le 12 septembre 2016.
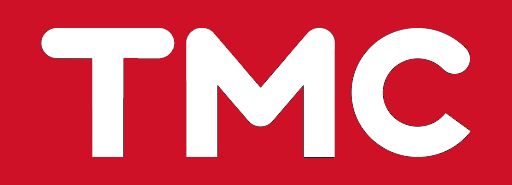
Fichier:Télé-Monte-Carlo.pngLogo rare de TMC.
Fichier:TMC_10.svgLogo alternatif de la chaîne utilisé dans l'habillage de la chaîne depuis 2016

TMC HD
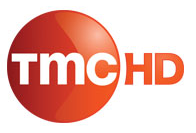
Logo non utilisé à l'antenne de TMC HD du 19 mai 2015 au 12 septembre 2016
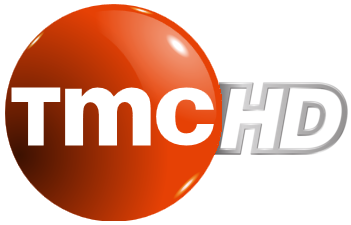
Logo de TMC HD sur la TNT en avril 2016.

Autres logos

### Slogans
- 1988-1991 : « Mais c'est bien Sud ! »
- 1993-1996 : « Votre famille du Sud »
- 1996-2010 : « Le meilleur pour vous ! »
- Depuis 2010 : « TMC toujours plus proche de vous »

### Voix-off
- 1993-2002 : Didier Gircourt
- 1996-2001 : Pascale Valy
- 2014 : Marilyn Héraud
- Depuis 2016 : Anatole de Bodinat

### Logos incrustés
Le logo incrusté apparaît à l'antenne sur le haut de l'écran a gauche en 1984. Jusqu'en 1986, il est constitué des sigles « TMC-MC30 », en référence au canal d'émission de l'émetteur. Pour le canal 8, la mention est différente. En 1986, le logo incrusté est composé des sigles « TMC » situées sur le bas droit de l'écran,. En 1987, le logo incrusté est « TMC Tele Montecarlo » (en majuscules blanches, utilisé aussi pour la version italienne Tele Montecarlo), à nouveau situé à gauche sur le haut de l'écran. Début 1988, le logo incrusté est « TMC" dans le format de 1986, situé à droite sur le haut de l'écran,,. À partir du 12 mai 1988, le logo incrusté est le même que celui de la chaîne et est situé à gauche sur le haut de l'écran.
À partir de 1990, le logo incrusté est le même que celui de la chaîne et est situé à droite sur le haut de l'écran. De 1992 à 1993, le logo incrusté de la chaîne utilise les sigles « TMC » en lettres blanches semi-transparentes,, puis de 1993 à 1994, la chaîne utilise les sigles "TMC" entourés d'un rectangle rouge,,. À partir de 1994, le logo incrusté est exactement le même que celui de la chaîne,.
Depuis 2016, au début du programme, le logo incrusté fait transformer le logo de TMC en numéro 10 (en référence au canal TNT) puis redevient "TMC".

## Organisation

### Capital

#### Images et Son
Images et Son est une société de droit monégasque fondée en 1949, détenue par Charles Michelson (10'000 actions, Fondateur d'Europe 1 et de Télé-Sarre), le Prince Rainier III de Monaco (5'000 actions), RBV Radio-Industrie (49'500 action) et la Banque monégasque des métaux précieux (29'000 action). Elle est constituée de 125'600 actions et est la propriétaire de Télé-Sarre, d'Europe 1 et de Télé Monte-Carlo.
La faillite de la Banque des métaux précieux, le 1er août 1955, suivie par le dépôt de bilan de la RBV-RI, le 14 septembre, sonne le glas d'Images et Son dont les actions sont majoritairements détenues par les deux sociétés en faillite, placées sous administration judiciaire. Avec le consentement et sur pilotage du gouvernement français, l'homme d'affaires français Sylvain Floirat reprend RBV-RI et ses 49 500 actions d’Images et Son et acquiert officiellement le 4 juillet 1956 l'ensemble des actifs de la Banque des métaux précieux (et ses 29 500 titres Images et Son), pour une somme de 1 300 000 000 francs payables en quinze annuités, sans intérêts. De ce fait, M. Floirat se retrouverait à la tête de 78 500 des 125 600 actions de la société. Ce rachat s’opère avec l’accord du gouvernement français. M. Floirat a offert au ministère des Finances une option d’achat de ses actions et de toutes celles qu’il pourrait détenir. Mais le gouvernement français, pourtant désireux de prendre le contrôle d’Europe N°1 et de TMC, ne lève pas l’option. Des problèmes d'ordre financier et d’ordre politique avec le Prince Reignier III l’en empêchent.
Toutefois trois ans plus tard, RBV-Radio Industrie est mise en faillite en août 1959, ce qui permet à la Sofirad, société que l’État français contrôle à 98 %, de racheter, pour la somme de 12 millions de francs, 35% des parts de la holding Images et Son et 46% des voix à l’assemblée générale par le jeu des actions à vote double .

#### Société spéciale d'entreprises (SSE)
TMC est éditée par la Société spéciale d'entreprises (SSE) Télé Monte-Carlo, une société anonyme de droit monégasque au capital social de 25 166 475 euros, immatriculée le 1er juillet 1957 au registre du commerce et des sociétés de Monaco sous le numéro 56 S 00567. Cette société est titulaire de la concession de service public de l'État monégasque pour émettre sur une fréquence de télévision et bénéficie également d'une autorisation de re-émettre sur le territoire français.
En 1959, la SSE Télé Monte-Carlo devient une filiale de la Sofirad avec la répartition suivante du capital : 30 % à Radio Monte-Carlo (Sofirad), 30 % à Europe 1 Communication (Images et Son, contrôlé par la Sofirad) et 40 % à la Trésorerie générale de la principauté de Monaco.
En février 1987, avec la privatisation d'Europe 1 par la Sofirad, les parts d'Europe 1 (ex Images et Son) sont vendues à Radio Monte-Carlo (Sofirad). Cette dernière détient alors 60 % de la SSE Télé Monte-Carlo et la Trésorerie générale de la principauté de Monaco 40 %.
Le 29 novembre 1994, Radio Monte-Carlo, après une réorganisation du capital, rétrocède pour 40 millions de francs à la Sofirad sa participation dans la société spéciale d'entreprises Télé Monté-Carlo, qui est désormais détenue à parts égales par la Sofirad et la Trésorerie générale de Monaco (qui passe de 40 % à 50 % du capital).
En janvier 2002, Pathé rachète les parts de la Sofirad à la suite de sa mise en liquidation par l’État français et obtient en même temps l'accord du gouvernement monégasque pour porter sa participation de 50 % à 80 % du capital, l'État monégasque conservant 20 %. La société prend alors le nom de Télé Monte-Carlo - TMC, une société anonyme monégasque SAM.

#### S.A.M. Monégasque des Ondes (MDO)
Le 14 septembre 1993, la société spéciale d'entreprises Télé Monte-Carlo a confié la production déléguée de l'ensemble des émissions diffusées à la S.A.M. Monégasque des Ondes (MDO), société anonyme monégasque au capital de 22 800 000 euros, immatriculée au Répertoire du Commerce et de l'Industrie de Monaco sous le numéro 90 S 02641, détenue à 95 % par Fidimages, filiale de la Compagnie générale d'images et à 5 % par AB Groupe.
En juillet 1995, Canal+ SA et la CLT-UFA rachètent 47,5 % du capital de la Monégasque des Ondes à la Générale d'images (Fidimages), qu'ils se partagent à parts égales, tandis que Fidimages rachète les parts d'AB Groupe pour monter à 52,50 % du capital.
En 2002, La CLT-UFA devenue RTL Group cède ses 23,75 % à Fidimages qui porte ainsi sa participation à 76,25 %. En mars 2002, Pathé rachète 60 % du capital de MDO à Fidimages et au Groupe Canal+ et prend le management de la société.
Le 29 juin 2006, Télé Monte-Carlo a décidé la dissolution attribution de la Monégasque des Ondes portant transmission universelle du patrimoine social de ladite société au capital de 50 090 141 euros à Télé Monte-Carlo avec effet rétroactif au 1er janvier 2006, sans qu'il y ait lieu à liquidation. Ceci fait suite à la prise de contrôle de Télé Monte-Carlo par le Groupe TF1 et AB Groupe.

#### Monte Carlo Participations SAS
Le 17 février 2005, Pathé cède ses 80 % du capital de Télé Monte-Carlo - TMC à la société Monte Carlo Participations - MCP une société par actions simplifiée SAS, codétenue par le Groupe TF1 et AB Groupe qui exercent un contrôle conjoint indirect sur Télé Monte-Carlo.
Lors de sa prise de contrôle par les groupes TF1 et AB, Télé Monte-Carlo a dû créer une filiale pour gérer sa régie publicitaire, afin que celle-ci ne tombe pas dans le giron de TF1 Publicité, ce qui aurait accentué la position dominante du groupe TF1 sur le marché français de la publicité. TMC Régie gère donc les espaces commerciaux des chaînes TMC et TFX depuis mars 2005. Son siège, qui se trouve initialement dans les locaux d'AB Groupe à la Plaine Saint-Denis, est installé sur l'île de la Jatte à Neuilly-sur-Seine.
Le 24 mars 2010, TF1 a été autorisé par le CSA à racheter la part du groupe AB dans Monte Carlo Participations SAS, devenant l'unique opérateur de la chaîne TMC et de sa régie publicitaire TMC Régie.
Depuis le 26 janvier 2015, le groupe TF1 a récupéré le contrôle de la régie publicitaire de TMC et TFX. Parmi les atouts dont dispose désormais le groupe privé, la possibilité de faire circuler un programme de TF1 sur plus d'une antenne, ce qui est interdit jusqu'alors. Autre opportunité, celle de proposer des écrans publicitaires couplés sur ses quatre antennes gratuites (TF1, TF1 Series Films, TFX et TMC).

### Siège social
Le siège initial et les studios de Télé Monte-Carlo ont été situés au 2e étage de l'immeuble de RMC au 16, boulevard Princesse-Charlotte à Monaco. En 2001, la chaîne déménage au 6 bis, quai Antoine-Ier au bord du port de Monaco dans des locaux tout neufs, mieux adaptés à son activité.
En 2024, le siège est toujours à cette adresse à Monaco. « Il y a toujours une équipe TMC ici [à Monaco] mais ce n’est pas une antenne de production. (…) Néanmoins, tout ce qui est diffusé en France et dans les pays limitrophes part de Monaco ». TMC dispose aussi de bureaux parisiens, d'abord situés en 2001 dans les locaux de Pathé au 241, boulevard Pereire dans le XVIIe arrondissement de Paris (ancien siège de La Cinq), puis depuis fin 2005, dans ceux de TF1 dans l'immeuble Arcs de Seine situé au 18, quai du Point-du-Jour à Boulogne-Billancourt.

### Éditeur
Selon la convention entre l'éditeur et l'Arcom, le service TMC est édité par la Société Anonyme Monégasque TELE MONTE-CARLO, immatriculée le 1er juillet 1957 au répertoire du commerce et de l'industrie de Monaco, sous le n° RCI 56S00567. Son siège social est situé 6bis quai Antoine 1er ; 1er, 2ème & 3ème étages ; MC-98000 MONACO.

## Programmes

### Émissions et séries

#### Informations
- Monacoscope : magazine de 6 minutes en image commenté par Emilie Rousseau ou Patricia Navarro et diffusé tous les dimanches matin à 6 h 45, cette émission préparée par le service de presse du Palais Princier, résume une semaine d’événements politiques, mondains, économiques ou culturels en Principauté[réf. nécessaire].

#### Magazines
- 90' Enquêtes : magazine d'information présenté par Tatiana Silva et produit par TF1 Production.
- Les Reportages de Martin Weill
- Le doc quotidien
- 21h Médias

#### Divertissements
- Burger Quiz : jeu télévisé présenté par Alain Chabat. (rediffusion)
- Les bêtisiers : émission diffusée pendant la période des vacances.
- Quotidien : talk show et infodivertissement présenté par Yann Barthès du lundi au vendredi.
- Canap
- 80 minutes douche comprise

#### Sports
- Football : certains matchs Ligue des nations de l'UEFA; Matchs des sélections européennes de football dans différentes compétitions; Matchs du Championnat d'Europe féminin de football; Matchs de qualification à la Coupe du monde de football et matchs du Championnat d'Europe de football.

- Handball : Matchs Équipe de France masculine de handball et Équipe de France féminine de handball.

#### Séries françaises
- Les Mystères de l'amour

#### Séries en rediffusion
- Alerte Cobra
- Charmed
- Columbo
- Esprits criminels
- Ghost Whisperer
- MacGyver
- Mentalist
- Miss Marple (série télévisée, 2004)
- Nos chers voisins
- Sous le soleil
- Une femme d'honneur
- Une nounou d'enfer

### Émissions et séries disparues

#### Jeux
En 1980, TMC met à l'antenne Super Champion tous les soirs animé par Max Lafontaine, pour les toutes premières fois à la télévision des jeux vidéo et des clips pour les jeunes téléspectateurs, cette émission a duré 6 ans.
- Jouons au Scrabble : jeu sponsorisé par la société Habourdin et par les éditions Larousse, conçu et présenté par Alice Jordi, productrice, en coanimation d'abord avec Christian Poncet, puis avec Max Lafontaine et enfin, avec David juste avant l'émission qui est diffusée sur RTL TV et RTL9 jusqu'en 1995, présentée par Thierry Guillaume sur le nom de Scrabble.
- Ana7 : Jeu d'anagrammes conçu par Alice Jordi sponsorisé par Télé7jours.
- Musicolles : jeu musical présenté par José Sacré de 1988 à 1993, opposant deux candidats sur un questionnaire portant sur la musique tous genres confondus.
- Téléphot' : Jeu créé par Annie Basile, présenté par Marie-Pierre Beaud puis Valérie Payet, diffusé de 1988 à 1993 et opposant deux équipes de deux candidats. Le premier candidat répond à un questionnaire sur une ville et le second doit reconstituer un puzzle géant qui représente la même ville. L'équipe gagnante gagne un voyage.
- On peut toujours rêver : jeu animé par José Sacré.
- Vitamime : jeu de mime animé par José Sacré et Amanda Mc Lane chaque soir à 18 h 30 de 1993 à 1995.
- Le Mur infernal : jeu présenté par Laurence Boccolini et produit par Christophe Dechavanne (jusqu'en 2008).

#### Divertissements
- Club 06 : émission musicale présentée par Nagui de 1983 à 1985.
- Des clips et des claps : émission musicale présentée par Valérie Payet chaque mercredi à 18 h 10 de 1988 à 1989.
- Via l’étrange : émission de parapsychologie présentée par Brice Saint-Clair.
- Plein tube : émission de variétés de 1988 animée par Tex.
- Méditerranée : magazine de classement musical des meilleures ventes de disque en Espagne, en France et en Italie présenté par José Miguel Jaureci et diffusé le dimanche à 12 h 30 de 1993 à 1995.
- 3 filles au soleil : émission destinée à un public féminin présentée par Alexandra Kazan, Anne Allegrini et Maguelone Hédon pendant l'été 2001.
- Entre deux : émission diffusée en 2005 et présentée par Bernard Montiel qui suit une personnalité dans son actualité. Des rendez-vous quotidiens offrant l’occasion de la découvrir un peu plus intimement.
- Chac : divertissement présenté par Christophe Dechavanne et Patrice Carmouze diffusé le mercredi à 23 h 10 (émission disparue).
- Extreme Makeover Home Edition : Les Maçons du Cœur : émission de télé-réalité américaine animée par Ty Pennington et diffusée le week-end à 19 h 45.
- Jamie Oliver : au secours des cantines : émission de télé-réalité britannique animée par Jamie Oliver et diffusée la semaine de 11 h 45 à 13 h 25 puis le dimanche à 19 h 45.
- Un Resto dans mon salon : émission culinaire animée par Laurent Mariotte.
- Le meilleur de l'Humour : divertissement présenté par Laurence Boccolini.
- Undercover Boss : les patrons au boulot : émission de télé-réalité américaine présentée par Julie Taton (saison 1 uniquement) et diffusée le dimanche à 19 h 45.
- Coucou c'est toujours nous ! : divertissement présenté par Christophe Dechavanne et Patrice Carmouze.
- Drôles d'animaux : divertissement présenté par Christophe Dechavanne.
- Les disques d'or : divertissement présenté par Laurie Cholewa.
- Les inconnus de A à Z : divertissement présenté par Laurence Boccolini, Jean-Michel Zecca et Denis Maréchal.
- Zone paranormale : magazine présenté par Laurence Boccolini.
- La nouvelle génération chante Goldman : les artistes de la nouvelle génération chantent les célèbres tubes de Jean-Jacques Goldman.
- Le meilleur relookeur : un groupe de personnes inconnues se notent et donnent leurs avis sur les styles vestimentaires des uns et des autres.
- Canapé Quiz : jeu présenté par Arnaud Tsamere.
- Fan des années : divertissement présenté par Laurence Boccolini.
- Génération humour : divertissement présenté par Karine Ferri.
- Les 100 plus grands... : divertissement présenté par Jean-Pierre Foucault.
- Les 30 histoires : magazine présenté par Karine Ferri et Pascal Bataille.
- Les bêtisiers de TMC : divertissement présenté par Julie Taton et Sandra Lou.
- Euroshopping (téléachat) diffusée du lundi au samedi à partir de 7h.
- Sosie! or not sosie : divertissement présenté par Vincent Cerutti.

#### Information
- Téléactualités du monde : journal télévisé de Télé Monte-Carlo en 1957.
- Infos quotidiennes de Nice-Matin à 19 h 55 du lundi au samedi et prévisions météo du lundi au samedi à 19 h 30 (de septembre 1989 à janvier 1991), présentées par Pascale Valy
- Le Journal : édition quotidienne de 20 minutes présentée chaque soir par Bernard Spindler puis par Édith Simonin jusqu'en 1993. En septembre 1993, le journal devient une édition quotidienne de 10 minutes réalisée par la chaîne d’informations en continu Euronews (dont Monte-Carlo TMC est alors actionnaire) et présentée depuis sa rédaction à Écully par plusieurs présentateurs dont Nikos Aliagas.
- La Météo : présentée tous les soirs à 19 h par Caroline Avon en 1989 puis par Claire Cardell jusqu'en 1993. En septembre 1993, une nouvelle formule est présentée tous les soirs en direct par Emmanuelle Delteil depuis la terrasse de la Monégasque des ondes donnant sur le port de Monaco (sous la pluie, ou une chaleur insupportable). Cette « émission » donnait, outre les prévisions météo pour la région Provence-Alpes-Côte d'Azur et la France, de nombreuses informations concernant l’actualité dans la région et en Principauté et reçoit souvent un invité pour en parler.
- TMC Infos : édition quotidienne toute en images de 6 minutes réalisée par la rédaction de TMC depuis les locaux de la chaîne monégasque, réalisée par Laurence D'Amalric depuis 2006.

#### Magazines
- Monte-Carlo Zoom : Le magazine de la Principauté en 1980.
- MC Monaco : Le magazine de la Principauté de 1988 à 1993 présenté par Michel Daner.
- S’il te plaît, montre-moi nos histoires : émission historique présentée par Bernard Spindler.
- Animalement nôtre : émission animalière présentée tous les vendredis à 18 h 10 de 1988 à 1993 par Max Lafontaine et le Dr Bouchet.
- Magasin Magazine : émission de télé-achat présentée par Christian Plantu et Annie Basile de 1988 à 1993.
- Télé TV : magazine sur l'actualité de la télévision présenté par Stéphane Paoli chaque soir à 19 h de 1993 à 1996. Cette émission a la particularité de faire la promotion des programmes diffusés le soir même sur les chaînes concurrentes.
- Le nouveau nouveau vendredi : magazine basé sur le principe des anciennes émissions Les Dossiers de l'écran et Le nouveau vendredi présenté par Jean-Louis Burgat chaque vendredi de 1993 à 1995 en seconde partie de soirée.
- H²O : le magazine de la plongée présenté par Rémi Attuyt de 1993 à 2000.
- Boléro : le magazine du glamour présenté par Denise Fabre de 1993 à 2000.
- Pistou : émission culinaire présentée par Emmanuelle Delteil et Rémi Attuyt de 1998 à 2001.
- Paroles de femme : confessions de femmes célèbres autour du micro de Patrick Sabatier tous les soirs à 20 h 30 de 1997 à 1998.
- Pendant la pub : talk show quotidien présenté par Patrick Sabatier tous les soirs à 20 h 30 de 1998 à 2003.
- Tout Nouveau Tout Beau : émission présentée par Christophe Ruault et son équipe de 2002 à 2004.
- Tout Nouveau Tout Show : talk-show autour d’un invité présenté par Christophe Ruault de 2003 à 2004.
- 15 minutes pour le dire : émission politique présentée par Claude Belleï, directeur de l’information entre 2003 et 2004.
- Notre région : le magazine de l’actualité politique, économique ou culturel en région Provence-Alpes-Côte d'Azur présenté par Claude Belleï, directeur de l’information et diffusé de 2002 à 2005 chaque dimanche à 17 h.
- Double page : magazine littéraire présenté par Michel Cardoze et Denis Tillinac de 2002 à 2005.
- Le Club TMC : émission événementielle présentée par Bernard Montiel autour de l'actualité people et locale.
- TMC Cuisine : émission culinaire diffusée tous les jours à 10h et présentée par le chef Eric Léautey et Anne Allegrini qui proposent chaque jour des recettes simples en temps réel (émission disparue fin 2007).
- Ma maison, mes projets : émission de décoration, design, jardinage et bricolage présentée par Sylvie Adigard (émission disparue en 2009).
- Saga Édition limitée : cette déclinaison de Sagas est toujours présentée par Flavie Flament qui part à la rencontre de son invité dans un lieu exceptionnel de Monaco (jusqu'en 2009).
- Galileo : émission produite par Emmanuel Chain et présentée par Sébastien Folin et depuis septembre 2009 par Véronique Mounier (jusqu'en 2010).
- Mon chef bien-aimé : émission culinaire diffusée le samedi et dimanche matin dans laquelle Eric Léautey donne des cours de cuisine à domicile chez les téléspectateurs (émission disparue).
- TMC Reportages : présenté par Anne-Claire Coudray une fois toutes les deux semaines (émission disparue).
- Ça nous ressemble : magazine présenté par Julie Taton et diffusé en prime-time (vendredi ou samedi).
- Ma drôle de vie : magazine présenté par Bénédicte Le Chatelier et diffusé le mercredi après-midi.
- C'est quoi l'amour ? : magazine présenté par Bénédicte Le Chatelier diffusé le mercredi à 22h40[112].
- C'est grave docteur ? : émission médicale.
- Ma drôle de vie : émission produite par Carole Rousseau et présentée par Bénédicte Le Chatelier.
- Suspect no 1 : magazine consacré aux faits divers et aux affaires judiciaires, présenté par Jacques Legros
- Courbet sans aucun doute ! : magazine présenté par Julien Courbet

#### Emissions jeunesse
- L'album Warner : émission pour la jeunesse présentée chaque samedi de 1993 à 1996 à 20 h 45 par Hervé Duthu et Amanda Mc Lane et puisant séries et dessins animés dans le catalogue Warner Bros. Pictures.
- Récré Kids : émission pour la jeunesse produite par AB Productions et présentée du lundi au vendredi à 12 h 30 et le dimanche à 8 h 30 à partir d'octobre 1993 jusqu'à décembre 2002 par Éric Galliano (1993-1995) puis par Isis (qui a animé précédemment des rubriques dans l'émission) et Billy (1995-1996), ensuite par Isis seule (1996-2000) et enfin par Isis et Jérémy Ganneval (2000-2002). Elle reprend surtout les dessins animés du défunt Club Dorothée

#### Sport
- TMC Sport : magazine des sports présenté par Christophe Pacaud en 1988-1989.
- Chrono : Magazine des sports mécaniques présenté par Jean-Louis Moncet, qui a commenté la Formule 1 sur La Cinq et sur TF1, puis Gérard Borie et Frédéric Roba jusqu'à 1993.
- 3e mi-temps : L'invité sport décalé - magazine hebdomadaire présenté par Jean-Louis Filc de 1979 à 1982.
- TMC-Sports Auto : émission de sport mécanique présentée par Bernard Spindler en 1988-1989.
- Grand large : l'actualité de la plaisance présenté par Jean-Louis Filc.
- Pilote d'essai : magazine des sports mécaniques présenté par Jean-Pierre Jarier de 1993 à 1995.
- Tour de chauffe : magazine des sports mécaniques présenté par Alain Teulère et Éric Gendry,diffusé chaque dimanche soir de 1993 à 2001.
- Dimanche Mécanique: magazine des sports mécaniques - septembre 2001 jusqu'à fin 2002 -, présenté par Christophe Hanquet et Frédéric Roba.
- Sport Sud : émission consacrée à l'actualité sportive régionale, nationale et internationale, présentée par Marc Toesca et diffusée chaque dimanche à 17 h de 2000 à 2001.
- Demain, c’est foot : magazine sur l'actualité du football présenté par Thierry Apparu, Anne Allegrini et Michel Hidalgo chaque jeudi à 22 h 45 de 2002 à 2005.

#### Séries
Séries françaises :
- Commissaire Cordier
- Commissaire Moulin
- Commissaire Valence
- La Crim'
- Les Brigades du tigre
- Les Filles d'à côté
- Les Nouvelles Filles d'à côté
- Munch
- Navarro
- Paris, enquêtes criminelles
- Petits meurtres en famille
- Pep's
- Sous le soleil de Saint-Tropez
- Une famille formidable

 Séries américaines :
- L'Agence tous risques
- L'Âge de cristal
- Alerte à Malibu
- American Wives
- Angel
- Arabesque
- Arrow
- Close to Home
- Dawson
- Dragnet
- Flash
- Friends
- Gotham (série télévisée)
- Jane the Virgin
- Las Vegas
- Legends of Tomorrow
- Les Dessous de Palm Beach
- Les Experts
- Les Experts : Miami
- Les Experts : Manhattan
- Les mystères de l'ouest
- Life
- Lost
- Melrose Place
- Monk
- New York, section criminelle
- Pacific Blue
- Preuve à l'appui
- Psych : Enquêteur malgré lui
- Rick Hunter
- Saving Grace
- Section 4
- Sept à la maison
- Starsky et Hutch
- S.W.A.T
- Terminator : Les Chroniques de Sarah Connor
- The Client List
- The Walking Dead
- Walker, Texas Ranger

 Séries britanniques :
- Downton Abbey
- Hercule Poirot
- Rosemary and Thyme
- Les Aventures de Sherlock Holmes
- Les Piégeurs
- Londres, police judiciaire
- The Musketeers

 Séries canadiennes :
- Cold Squad, brigade spéciale

 Séries allemandes :
- Balko

Séries norvégiennes :
- The Unit

Séries australiennes :
- Stingers.

Série Mexicaine :
- Doubles jeu

## Animateurs et présentateurs

### Animateurs et présentateurs à l'antenne
- Yann Barthès (depuis 2016) : Quotidien
- Alain Chabat (depuis 2018) : Burger Quiz
- Tatiana Silva (depuis 2018) : 90' Enquêtes
- Anaïs Grangerac (depuis 2019) : Les bêtisiers
- Martin Weill (depuis 2018) : Les Reportages de Martin Weill
- Étienne Carbonnier (depuis 2021) : Canap
- Guy Lagache (depuis 2024) : C'est pour demain
- Pablo Mira (depuis 2023) : 80 minutes douche comprise
- Julien Bellver (depuis 2021) : 21h Médias
- Élodie Ageron et Sandrine Arcizet (depuis 2025) : Animaux à Adopter : Nouvelle famille pour une nouvelle vie

### Journalistes sportifs à l'antenne
- Julien Brun (depuis 2021) : commente les rencontres de football
- Youri Djorkaeff (depuis 2018) : commente les rencontres de football
- Bixente Lizarazu (depuis 2017) : commente les rencontres de l'Équipe de France de football
- Grégoire Margotton (depuis 2017) :  commente les rencontres de l'Équipe de France de football et handball
- Philippe Gardent (depuis 2017) : commente les rencontres de l'Équipe de France masculine de handball
- Nodjialem Myaro (depuis 2023) : commente les rencontres de l'Équipe de France féminine de handball

### Anciens animateurs et présentateurs
- Pascale Valy (1989-1991)
- Anne Allegrini (2001-2007)
- Rémi Attuyt (1993-2001)
- Caroline Avon (1989  990)
- Annie Basile (1988-1993)
- Pascal Bataille (2012-2015)
- Marie-Pierre Beaud (1988-1989)
- Billy (1995-1996)
- Laurence Boccolini (2007-2014)
- Jean-Louis Burgat (1993-1995)
- Claire Cardell (1990-1995)
- Michel Cardoze (1993-2005)
- Patrice Carmouze (2011-2013)
- Carole Chabrier
- Laurie Cholewa (2013-2015)
- Sandrine Corman (2015)
- Julien Courbet (2013-2014)
- Michel Daner (1988-1993)
- Christophe Dechavanne (1994/2011-2014)
- Emmanuelle Delteil (1993-2001)
- Hervé Duthu (1993-1995)
- Denise Fabre (1993-2000)
- Jacques Legros (2011-2014)
- Fabrice (1980-1986)
- Elsa Fayer (2016)
- Karine Ferri (2012-2015)
- Jean-Louis Filc (1979-1982)
- Jean-Pierre Foucault (2012-2014)
- Éric Galliano (1993-1995)
- Éric Gendry (1993-2001)
- Maguelone Hédon (1995-2003)
- José Miguel Jaureci (1993-1995)
- Jean-Pierre Jarrier (1993-1995)
- Alice Jordi
- Alexandra Kazan (2001)
- Max Lafontaine (1979-1993)
- Sandra Lou (2008-2013)
- Amanda Mc Lane (1993 - 1995)
- Bernard Montiel (2003-2006)
- Nagui (1983-1985)
- Christophe Pacaud (1988-1989)
- Stéphane Paoli (1993-1996)
- Valérie Payet (1988-1989)
- Christian Plantu (1988-1993)
- Carole Rousseau (2008-2018)
- Christophe Ruault (2002-2004)
- Patrick Sabatier (1995-2003)
- José Sacré (1988-2005)
- Brice Saint-Clair (1988-1993)
- Valérie Sarn (1970-1977)
- Julie Taton (2010-2013)
- Alain Teulère (1993-2001)
- Arnaud Tsamere (2014-2015)
- Tex (1988)
- Marc Toesca (1996-2002)
- Marc Leval
- Vincent Cerutti (2016-2018)
- Anastasia (Anouu5) (1988-1990)

### Anciens journalistes
- Claude Bellei (2003-2004)
- Édith Simonnet (1991-1995)
- Bernard Spindler (1988-1991)
- Hugo Clément (2016-2017)
- Camille Crosnier (2016-2017)

### Anciennes speakerines
Les speakerines disparaissent de l'antenne de TMC en 1993.
- Marie Dubois (?-1959)
- Noële Noblecourt (1959-1961)
- Denise Fabre (1961-1963)
- Mireille Delannoy (1964-?)
- Sophie Hecquet (1970-1979)
- Valérie Payet (1987-1989)
- Anastasia (Anouu) (1988-1993)
- Claire Cardell (1990-1993)

## Audience

### Audience globale
D'après Médiamétrie, TMC est, en 2024, la dixième chaîne nationale en termes d'audience en France.
|      | Janvier | Février | Mars   | Avril  | Mai     | Juin   | Juillet | Août   | Septembre | Octobre | Novembre | Décembre | Moyenne annuelle |
| ---- | ------- | ------- | ------ | ------ | ------- | ------ | ------- | ------ | --------- | ------- | -------- | -------- | ---------------- |
| 2005 |         |         |        |        |         |        |         |        |           |         |          |          |                  |
| 2006 |         |         |        |        |         |        |         |        |           |         |          |          |                  |
| 2007 |         |         |        |        | 1,2 %** | 1,4 %  | 1,2 %** | 1,4 %  | 1,2 %**   | 1,4 %   | 1,5 %    | 1,7 %    | 1,4 %**          |
| 2008 | 1,7 %   | 2,0 %   | 2,0 %  | 2,0 %  | 2,1 %   | 2,2 %  | 2,1 %   | 2,0 %  | 2,3 %     | 2,3 %   | 2,4 %    | 2,3 %    | 2,1 %            |
| 2009 | 2,4 %   | 2,4 %   | 2,4 %  | 2,4 %  | 2,5 %   | 2,6 %  | 2,5 %   | 2,6 %  | 2,6 %     | 2,8 %   | 2,8 %    | 2,9 %    | 2,6 %            |
| 2010 | 3,1 %   | 3,0 %   | 3,2 %  | 3,2 %  | 3,1 %   | 3,2 %  | 3,2 %   | 3,7 %  | 3,6 %     | 3,5 %   | 3,4 %    | 3,2 %    | 3,3 %            |
| 2011 | 3,4 %   | 3,5 %   | 3,2 %  | 3,7 %  | 3,6 %   | 3,6 %  | 3,4 %   | 3,9 %* | 3,7 %     | 3,5 %   | 3,6 %    | 3,4 %    | 3,5 %            |
| 2012 | 3,5 %   | 3,4 %   | 3,6 %  | 3,6 %  | 3,7 %   | 3,6 %  | 3,7 %   | 3,7 %  | 3,7 %     | 3,6 %   | 3,7 %    | 3,7 %    | 3,6 %*           |
| 2013 | 3,3 %   | 3,5 %   | 3,6 %  | 3,4 %  | 3,4 %   | 3,7 %  | 3,3 %   | 3,6 %  | 3,1 %     | 3,3 %   | 3,4 %    | 3,5 %    | 3,4 %            |
| 2014 | 3,3 %   | 3,1 %   | 3,2 %  | 3,1 %  | 3,3 %   | 3,0 %  | 3,1 %   | 3,2 %  | 2,9 %     | 3,0 %   | 3,1 %    | 3,2 %    | 3,1 %            |
| 2015 | 2,9 %   | 3,2 %   | 3,3 %  | 3,2 %  | 3,2 %   | 3,1 %  | 2,9 %   | 3,1 %  | 3,1 %     | 3,2 %   | 2,9 %    | 3,0 %    | 3,1 %            |
| 2016 | 2,9 %   | 2,9 %   | 2,8 %  | 2,7 %  | 2,6 %   | 2,8 %  | 2,6 %   | 2,9 %  | 3,1 %     | 3,2 %   | 3,5 %    | 3,3 %    | 3,0 %            |
| 2017 | 3,4 %   | 3,5 %   | 3,4 %  | 3,1 %  | 3,5 %   | 3,5 %  | 2,4 %   | 2,7 %  | 3,1 %     | 3,2 %   | 3,4 %    | 3,2 %    | 3,2 %            |
| 2018 | 2,9 %   | 2,9 %   | 3,0 %  | 3,1 %, | 3,1 %,  | 2,9 %  | 2,3 %   | 2,9 %  | 3,2 %     | 3,1 %   | 3,2 %    | 3.0 %    | 3,0 %            |
| 2019 | 2,8 %   | 2,9 %   | 2,9 %  | 3,1 %  | 3,4 %   | 3,5 %  | 2,7 %   | 2,7 %  | 3,1 %     | 3,2 %   | 3,3 %    | 3,4 %    | 3,1 %            |
| 2020 | 3,0 %   | 2,9 %   | 2,8 %  | 2,7 %  | 3,3 %   | 3,4 %  | 2,8 %   | 2,6 %  | 3,2 %     | 3,1 %   | 3,3 %    | 3,0 %    | 3,0 %            |
| 2021 | 3,0 %   | 2,9 %   | 3,0 %, | 3,0 %, | 3,3 %   | 3,2 %  | 2,5 %,  | 2,5 %, | 3,1 %     | 3,0 %   | 3,2 %    | 3,1 %    | 3,0 %            |
| 2022 | 2,9 %,  | 2,9 %,  | 3,0 %  | 3,1 %  | 2,9 %,  | 2,9 %, | 2,9 %,  | 3,0 %, | 3,0 %,    | 2,9 %   | 3,4 %    | 3,2 %    | 3,0 %            |
| 2023 | 3,2 %   | 3,0 %,  | 3,0 %, | 2,9 %  | 3,1 %   | 2,9 %  | 2,6 %   | 2,8 %  | 3,0 %     | 3,2 %   | 3,5 %    | 3,4 %    | 3,1 %            |
| 2024 | 3,0 %   | 2,9 %   | 3,0 %, | 3,0 %, | 2,8 %   | 2,9 %  | 2,5 %   | 2,2 %  | 3,1 %     | 3,0 %   | 3,3 %    | 3,1 %    | 2,9 %            |
| 2025 | 2,8 %   | 2,6 %   | 3,2 %  | 3,1 %  |         |        |         |        |           |         |          |          |                  |

Source : Médiamétrie

### Records d'audience
|    | Date             | Programme                                                                 | Genre    | Téléspectateurs | PDM    |
| -- | ---------------- | ------------------------------------------------------------------------- | -------- | --------------- | ------ |
| 1  | 24 janvier 2017  | Quart de finale du Championnat du monde de handball 2017 : France / Suède | Sport    | 4 720 000       | 18,1 % |
| 2  | 23 mars 2018     | Match amical de football : France / Colombie                              | Sport    | 4 690 000       | 19,7 % |
| 3  | 20 juin 2016     | Championnat d'Europe de football 2016 : Slovaquie / Angleterre            | Sport    | 3 540 000       | 15,2 % |
| 4  | 30 janvier 2015  | Demi-finale du Championnat du monde de handball 2015 : Espagne / France   | Sport    | 3 300 000       | 14,6 % |
| 5  | 2 juin 2017      | Match amical de football : France / Paraguay                              | Sport    | 3 128 000       | 13,6 % |
| 6  | 3 juin 2019      | Match amical de football : France / Bolivie                               | Sport    | 2 955 000       | 13,8 % |
| 7  | 22 novembre 2023 | Quotidien                                                                 | Émission | 2 890 000       | 13.6 % |
| 8  | 7 février 2019   | Qu'est-ce qu'on a fait au bon dieu ?                                      | Film     | 2 876 000       | 14,2 % |
| 9  | 22 mars 2023     | Quotidien                                                                 | Émission | 2 670 000       | 11,8 % |
| 10 | 8 juin 2020      | Quotidien                                                                 | Émission | 2 500 000       | 10,0 % |
| 11 | 18 mars 2020     | Quotidien                                                                 | Émission | 2 409 000       | 8,3 %  |
| 12 | 16 novembre 2020 | Quotidien                                                                 | Émission | 2 386 000       | 8,9 %  |
| 13 | 18 mai 2017      | On a retrouvé la septième compagnie                                       | Film     | 2 284 000       | 10 %   |
| 14 | 11 mai 2017      | Mais où est donc passée la septième compagnie ?                           | Film     | 2 265 000       | 9,7 %  |
| 15 | 13 décembre 2015 | Oblivion                                                                  | Film     | 2 452 000       | 9,2 %  |

## Diffusion
À sa création, Télé Monte-Carlo diffuse ses programmes depuis l'antenne-panneau analogique hertzienne de 50 kW puissance apparente rayonnée (PAR) située sur le Mont Agel, au-dessus de la principauté de Monaco, parcelle du domaine public militaire français concédée par le ministère français des Armées à Radio Monte-Carlo en 1952, assez élevé et dégagé pour toucher toute la Côte d'Azur de Menton à Toulon ainsi que le nord de la Corse.
Télé Monte-Carlo est diffusée à la norme française très haute fréquence à haute définition 819 lignes, au développement duquel a participé son président, Henri de France.
L'Union européenne de radio-télévision accorde à la chaîne de pouvoir émettre à la fois en bande III sur le canal F10-H et de façon expérimentale en bande I sur le canal F2-H, mais ce dernier canal, utilisé entretemps par la Radiodiffusion-télévision française (RTF) à Bastia, est rapidement abandonné, sa zone de réception effective n'apportant pas le « plus » en audience qu'aurait pu laisser espérer la portion de ses fréquences en bande basse.
Le 24 décembre 1973, TMC diffuse ses premières émissions en couleur au standard français SÉCAM L/L', à la fois sur le canal F10 de la bande très haute fréquence reconverti du standard 819 lignes au nouveau standard français 625 lignes (avec une largeur de 14 MHz et un écart entre porteuses de 11,15 MHz) et sur le nouveau canal 30 (1 000 kW PAR) de la bande UHF dont la zone de réception est bien plus réduite. À la suite de la redéfinition par TDF des canaux VHF avec une largeur de 8 MHz pour le lancement de Canal+ en France, le canal VHF F10 est remplacé en 1983 par un nouveau canal VHF L8, mieux adapté à la diffusion en couleur et qui, correspondant à peu près à l'ancien canal F10, permet de garder les antennes existantes.
Un accord franco-monégasque conclu le 1er octobre 1984 autorise l’extension de la zone de diffusion de TMC via l'ouverture de relais UHF installés à Toulon (canal 33), Marseille (canaux 35 et 51), Avignon et Nîmes et recevable jusqu'à Montpellier, triplant ainsi sa couverture (2,7 millions de téléspectateurs potentiels).

### Liste des émetteurs analogique de TMC (jusqu'en 2011)
- 06 - Mont-Agel (Monaco) canal 8, 50 kW PAR
- 06 - Mont-Agel (Monaco) canal 30, 1000 kW PAR
- 13 - Gande Étoile (Marseille) canal 35, 160 kW PAR
- 13 - Pomègues (Marseille) canal 51, 22 kW PAR
- 84 - Mont Ventoux (Avignon) canal 57, 4,4 kW PAR
- 30 - Bas-Rhône (Nîmes) canal 58, 0,1 kW PAR
- 83 - Cap Sicie (Toulon) canal 33, 25 kW PAR

À la suite de l'extinction anticipée des émetteurs analogiques VHF diffusant Canal+ sur la Côte d'Azur le 31 mars 2010 dans le cadre du basculement progressif de la France vers la diffusion numérique terrestre, l'émetteur VHF de 50 kW du Mont Agel diffusant TMC est définitivement éteint. Un décret présidentiel du 24 août 2011 valide la dénonciation de l'accord entre la principauté de Monaco et la république française concernant l'installation sur le territoire français des émetteurs analogiques diffusant TMC « compte tenu de l'évolution des modes de diffusion de la télévision sur le territoire national ». Les dates d'arrêt des émetteurs suivent celles de la fin de la télévision analogique selon les régions (le 24 mai 2011 pour la Côte d'Azur et le 5 juillet 2011 pour la Provence); le dernier site concerné est celui de Nîmes, lequel est arrêté le 29 novembre 2011.
Depuis le passage de la France à la diffusion numérique terrestre hertzienne exclusive, TMC a définitivement abandonné la diffusion analogique terrestre en SÉCAM L/L' et l'émetteur UHF du Mont-Agel est éteint.
Depuis le 19 mai 2015, TMC dispose de sa version en haute définition qui émet par satellite (sur le bouquet Fransat).
Depuis le 30 septembre 2015, la version haute définition est aussi disponible dans l'offre Freebox TV avant sa généralisation sur les différentes offres Télévision via les box IP.

### Hertzien numérique
À partir du 31 mars 2005, TMC est diffusée partout en France sous la norme numérique DVB-T en gamme UHF et au format vidéo MPEG-2 (SDTV) sur le multiplex R2 de la TNT par TDF, TowerCast et OneCast.
La chaîne est contrainte de passer du multiplex R2 au multiplex R6 de la TNT le 13 septembre 2007 à 6 h, sur décision du CSA du 19 décembre 2006, afin de libérer des canaux de télédiffusion numérique locale.
Depuis le 5 avril 2016, TMC est diffusée à la norme DVB-T en UHF au format MPEG-4 (HDTV) sur le multiplex R6 de la TNT.

### Câble
TMC est télédistribué sur les réseaux câblés français depuis leur lancement en 1985 et est aussi disponible par câble en Suisse romande. En principauté de Monaco, la chaîne peut être reçue par ce mode de réception (programme no 2 du bouquet Starter Monaco Télécom) et par réception satellite à la condition de ne pas installer d'antenne individuelle visible, la loi interdisant les antennes hertziennes sur les toits et les balcons[réf. nécessaire].
La télédiffusion par câble se déploie d'abord depuis le territoire de Monaco en 1985 puis à partir de 1992, depuis le siège de Multithématiques à Paris. En 2001 il provient des studios parisiens du groupe Pathé, en 2005 depuis le siège du Groupe AB à la Plaine Saint-Denis et enfin à nouveau depuis Monaco, à partir de février 2006.

### Satellite
TMC est diffusée par satellite depuis 1991 dans un premier temps sur Telecom 2B et ses programmes sont cryptés l'année suivante, lors de sa diffusion sur le nouveau bouquet CanalSatellite. Le signal est diffusé en clair en analogique sur le satellite Hot-Bird d'avril 1996 à août 2004 puis sur le bouquet technique du Groupement de la TNT, Fransat, via Atlantic Bird 3 en DVB-S MPEG-4. La chaîne est diffusée par le bouquet sans abonnement TNT Sat crypté disponible en France et par La TV d'Orange via Astra 1M en DVB-S MPEG-2. Tout terminal de réception numérique utilisant la norme DVB-S peut recevoir la chaîne, contrairement aux autres chaînes privées.
Depuis Octobre 2022, la chaîne TMC ainsi que les chaines gratuites de la TNT du groupe TF1 sont provisoirement accessibles sans abonnement en free to air, via le satellite Astra 1. Cette diffusion fait suite à une interruption momentanée de la diffusion en cryptée auprès des abonnés Canal+ et TNTSAT, à la suite d'un différend commercial entre les groupes Canal+ et TF1. Après le retour de la diffusion en crypté au sein des bouquets Canal+ et TNTSAT, cette diffusion en free to air se poursuit. TMC bénéficie ainsi d'une télédiffusion sans abonnement, sur la quasi-totalité de l'Europe Continentale.

#### TMC Suisse
Depuis le 20 septembre 2013, TMC émet un programme identique à destination de la Suisse via satellite, sous le nom de « TMC Suisse ». Seules les pages publicitaires sont adaptées au marché suisse. Bien que conventionnée en France par le CSA, la chaîne doit se soumettre aux dispositions françaises et suisses réglementant la publicité télévisée.

### Télévision sur IP
La chaîne est distribuée par les bouquets DSL et fibre de Freebox TV, La TV d'Orange, Bouquet TV de SFR, la box Numericable et sur la Bbox de Bouygues Telecom.

### Belgique
TMC est diffusée en option payante en Belgique via l'IPTV sur l'offre Proximus depuis le 24 avril 2018. En 2020, elle est distribuée sans abonnement, la chaîne payante TF1 Séries Films l'ayant remplacée. Sur le câble, elle est disponible dans l'offre de base de l'offre Voo (canal no 19) depuis le 8 mai 2018 et de Telenet (canal no 32), depuis le 9 juillet 2018 ainsi qu'en Flandre depuis le 1er mars 2021, sur le canal 142. Elle est disponible dans les offres basiques de TéléSAT (canal 25) et de TV Vlaanderen Digitaal (canal 464).

### Audience
1. ↑  « Audiences avril : TF1 se maintient, France 2 recule, M6 en difficulté, W9 remonte », ozap.com,‎ 30 avril 2018 (lire en ligne, consulté le 30 avril 2018)
2. ↑  « Audiences mai : TF1 sous les 20%, France 2 en forme, M6 souffre encore, RMC Découverte au plus haut », ozap.com,‎ 4 juin 2018 (lire en ligne, consulté le 4 juin 2018)
3. ↑  « Audiences juin : TF1 s'envole grâce à la Coupe du monde, France 3 résiste bien, M6 au plus bas », ozap.com,‎ 2 juillet 2018 (lire en ligne, consulté le 2 juillet 2018)
4. ↑  « Audiences juillet : TF1 au plus haut depuis 2015 grâce à la Coupe du monde, pire mois historique pour M6 et Canal+ », ozap.com,‎ 1er août 2018 (lire en ligne, consulté le 1er août 2018)
5. ↑  « Audiences août : TF1 repasse sous les 20%, RMC Découverte, Numéro 23, Chérie 25 et Franceinfo au plus haut », ozap.com,‎ 3 septembre 2018 (lire en ligne, consulté le 3 septembre 2018)
6. ↑  « Audiences septembre : TF1 leader en légère hausse, France 2 progresse fortement, M6 repasse devant France 3 », ozap.com,‎ 1er octobre 2018 (lire en ligne, consulté le 1er octobre 2018)
7. ↑  « Audiences octobre : TF1 leader en forte hausse, France 3 en forme, TFX et 6ter en difficulté », ozap.com,‎ 29 octobre 2018 (lire en ligne, consulté le 29 octobre 2018)
8. ↑  « Audiences juin : TF1 garde la tête, France 2 en forme, M6 faiblit, TMC puissante avec la Coupe du monde féminine », sur ozap.com (consulté le 1er juillet 2019).
9. ↑  « Audiences juillet : TF1 à son plus bas historique, France 2 au plus haut depuis 2010, C8 et Gulli souffrent », sur ozap.com (consulté le 29 juillet 2019).
10. ↑  « Audiences janvier : TF1 à l'un de ses plus bas niveaux, France 2 en grande forme, Gulli et CStar en difficultés », sur ozap.com (consulté le 3 février 2020)
11. ↑  « Audiences février : TF1 leader, France 2 en forme, France 5 et RMC Story ai plus haut, NRJ 12 au plus bas depuis 2009 », sur ozap.com (consulté le 2 mars 2020)
12. ↑  « Audiences mars : TF1 leader en baisse, France 2 brille, record historique pour BFMTV, LCI et Franceinfo », sur ozap.com (consulté le 30 mars 2020)
13. ↑  « Audiences avril : TF1 petit leader, France 2 en forme, M6 reprend des couleurs, Arte, RMC Découverte et LCI au plus haut », sur ozap.com (consulté le 4 mai 2020)
14. ↑  « Audiences mai : TF1 reprend des couleurs, F2 se tasse, F3, M6, BFMTV, les RMC et LCI en forme, F4 au plus bas », sur ozap.com (consulté le 1er juin 2020)
15. ↑  « Audiences juin : TF1 leader en baisse, France 3 et W9 en forme, Arte et RMC Story au top », sur ozap.com (consulté le 29 juin 2020)
16. ↑  « Audiences juillet : TF1 leader, M6 au plus bas, records historiques pour Arte, les RMC, TF1SF et Franceinfo », sur ozap.com (consulté le 3 août 2020)
17. ↑  « Audiences août : TF1 leader en hausse, record historique pour L'Equipe, M6, TMC et France 4 en difficulté », sur ozap.com (consulté le 31 août 2020)
18. ↑  « Audiences septembre : TF1 petit leader, F2 et F3 très en forme, C8 battue par TMC, W9, Arte et BFMTV, CNews au top », sur ozap.com (consulté le 29 septembre 2020)
19. ↑  « Audiences octobre : TF1 leader, M6 et BFMTV en forme, Arte au top, record historique pour CNews, F4 et C8 dévissent », sur ozap.com (consulté le 2 novembre 2020)
20. ↑  « Audiences novembre : TF1 leader au-dessus des 20%, M6 stable, les chaînes info au top, France 4 s'enfonce », sur ozap.com (consulté le 1er décembre 2020)
21. ↑  « Audiences décembre : TF1 et M6 au plus haut en 2020, Arte et TMC à égalité, CNews en hausse, France 4 chute », sur ozap.com (consulté le 30 décembre 2020)
22. ↑  « Audiences annuelles 2020 : TF1 petit leader, F2, F3 et M6 en hausse, les chaînes info au top, C8 dévisse », sur ozap.com (consulté le 4 janvier 2021)
23. ↑  « Audiences janvier : TF1 en forme, BFMTV 6e chaîne de France devant Arte et TMC, record historique pour CNews », sur ozap.com (consulté le 1er février 2021)
24. ↑  « Audiences février : TF1 leader en forme, F2 en hausse, M6 au top grimpe sur le podium, Arte et CNews survitaminées », sur ozap.com (consulté le 1er mars 2021)
25. ↑  « Audiences mars : TF1 à la fête, M6 au top sur les FRDA-50, record historique égalé pour CNews, France 4 en souffrance », sur ozap.com (consulté le 29 mars 2021)
26. ↑  « Audiences avril : TF1 et M6 en forme, France 2 stable, France 5 5e mais en baisse, BFMTV agrandit l'écart avec CNews », sur ozap.com (consulté le 3 mai 2021)
27. ↑  « Audiences mai : TF1 frôle les 20%, France 2 en forme, M6 et F3 au coude-à-coude, record historique pour CNews », sur ozap.com (consulté le 31 mai 2021)
28. ↑  « Audiences juin : TF1 petit leader, France 2 et M6 bondissent, TMC bat France 5, BFMTV creuse l'écart avec CNews », sur ozap.com (consulté le 28 juin 2021)
29. ↑  « Audiences juillet : TF1 solide, France 2 et France 3 s'envolent, M6 faiblarde, BFMTV tient en respect CNews », sur ozap.com (consulté le 2 août 2021)
30. ↑  « Audiences août : TF1 recule, F2 et F3 à un bon niveau, M6 en difficulté, records pour BFMTV et CNews », sur ozap.com (consulté le 30 août 2021)
31. ↑  « Audiences septembre : TF1 solide leader creuse l'écart, F2 et F3 souffrent, rentrée record pour BFMTV et CNews », sur ozap.com (consulté le 4 octobre 2021)
32. ↑  « Audiences octobre : TF1 solide leader, M6 double F3, C8 en forme, CNews se rapproche de BFMTV », sur ozap.com (consulté le 2 novembre 2021)
33. ↑  « Audiences novembre : TF1 leader mais en baisse, F2 au top, F3 en repli, C8 et Cnews en forme », sur ozap.com (consulté le 5 décembre 2021)
34. ↑  « Audiences décembre : TF1 proche de son plus bas historique, F2 et F5 paradent, M6 souffre, les chaînes infos en hausse », sur ozap.com (consulté le 3 janvier 2022)
35. ↑  « Audiences annuelles 2021 : TF1 leader en hausse, F2 au top réduit l'écart, records historiques pour CNews et RMC Story », sur ozap.com (consulté le 5 janvier 2022)
36. ↑  « Audiences janvier : TF1 leader très faible, France 2 et France 3 à la fête, M6 en baisse, C8 et TMC à égalité », sur ozap.com (consulté le 1er février 2022)
37. ↑  « Audiences février : TF1 leader égale son plus bas historique, F2 et F3 boostées par les JO, les chaînes info au top », sur ozap.com (consulté le 1er mars 2022)
38. ↑  « Audiences mars : TF1 en petite forme, France 3 et M6 font jeu égal, records historiques pour les chaînes info », sur ozap.com (consulté le 4 avril 2022)
39. ↑  « Audiences avril : TF1 leader en forte baisse, F2 progresse, M6 faible, BFMTV et LCI bondissent », sur ozap.com (consulté le 3 mai 2022)
40. ↑  « Audiences mai : TF1 leader en nette baisse, F2 en hausse, F3 plus forte que M6, BFMTV et LCI au top », sur ozap.com (consulté le 1er juin 2022)
41. ↑  « Audiences juin : TF1 limite la casse, M6 souffre, BFMTV en forme, record historique égalé pour L'équipe », sur ozap.com (consulté le 4 juillet 2022)
42. ↑  « Audiences juillet : TF1 et M6 au plus bas historique, France Télévisions rafle la mise », sur ozap.com (consulté le 2 août 2022)
43. ↑  « Audiences TV TNT (Août 2022) : LCI au coude à coude avec CNews, TF1 Séries Films chute, BFMTV puissante... », sur toutelatele.com (consulté le 29 août 2022)
44. ↑  « Audiences septembre 2022 : La crise avec Canal+ fait plonger la moyenne de TF1 à son plus bas historique », sur ozap.com (consulté le 4 octobre 2022)
45. ↑  « Audiences octobre 2022 : TF1 égale sa pire audience historique, M6 plonge, C8 en forme, record pour LCI proche de CNews », sur ozap.com (consulté le 2 novembre 2022)
46. ↑  « Audiences novembre 2022 : TF1 dopée par la Coupe du monde, France 3 double M6 qui s'effondre, succès confirmé pour LCI », sur ozap.com (consulté le 30 novembre 2022)
47. ↑  « L'audience de la télévision en 2022 », sur mediametrie.fr (consulté le 2 janvier 2023)
48. ↑  « Audiences annuelles 2022 : TF1, historiquement faible mais leader devant France 2, M6 à son plus bas depuis 1992 », sur oazp.com (consulté le 4 janvier 2023)
49. ↑  « Audiences janvier 2023 : TF1 leader en baisse avec France 2 à ses trousses, M6 dévisse encore, C8 double Arte et TMC », sur ozap.com (consulté le 1er février 2023)
50. ↑  « Audiences février 2023 : France 2 grossit dans le rétroviseur de TF1, France 3 en nette baisse, LCI progresse encore », sur ozap.com (consulté le 1er mars 2023)
51. ↑  « Audiences mars 2023 : TF1 respire, France 2 grignote son retard, C8 s'envole, BFMTV et franceinfo: trébuchent », sur ozap.com (consulté le 4 avril 2023)
52. ↑  « Audiences avril 2023 : TF1 leader à la peine devant France 2 qui remonte, belle percée de France 3 et C8, BFMTV chute », sur ozap.com (consulté le 3 mai 2023)
53. ↑  « Audiences mai 2023 : TF1 leader stable, France 2 progresse encore, record historique pour LCI qui rattrape CNews », sur ozap.com, 31 mai 2023 (consulté le 31 mai 2023)
54. ↑  « Audiences juin 2023 : France 2 réduit encore l'écart avec TF1, France 3 dévisse, M6 s'enfonce sous les 8% », sur ozap.com, 5 juillet 2023 (consulté le 5 juillet 2023)
55. ↑  « Audiences juillet 2023 : TF1 s'impose au finish contre France 2 au terme d'un match à suspense », sur ozap.com, 31 juillet 2023 (consulté le 31 juillet 2023)
56. ↑  « Audiences août 2023 : TF1 à la fête grâce au XV de France et l'information, plus mauvais mois de l'année pour France 2 », sur ozap.com, 6 septembre 2023 (consulté le 6 septembre 2023)
57. ↑  « Audiences septembre 2023 : TF1 à son plus haut niveau de l'année, dopée par le rugby, M6 fait jeu égal avec France 3 », sur ozap.com, 3 octobre 2023 (consulté le 3 octobre 2023)
58. ↑  « Audiences octobre 2023 : Record de l'année pour TF1, M6 double France 3, une première depuis 17 mois », sur ozap.com, 31 octobre 2023 (consulté le 1er novembre 2023)
59. ↑  « Audiences novembre 2023 : TF1 leader en baisse, France 2 s'envole, France 3 reprend l'avantage sur M6, TMC au plus haut depuis 4 ans », sur ozap.com, 6 décembre 2023 (consulté le 6 décembre 2023)
60. ↑  « Audiences annuelles 2023 : TF1 leader quasi-stable, France 2 en forte hausse, France 3 plonge, M6 s'enfonce », sur ozap.com, 4 janvier 2024 (consulté le 4 janvier 2024)
61. ↑  « Audiences janvier 2024 : TF1 démarre l'année en beauté, France 2 dévisse, M6 en grande difficulté, C8 dégringole au classement », sur ozap.com, 31 janvier 2024 (consulté le 31 janvier 2024)
62. ↑  « Audiences février 2024 : TF1, leader et seule chaîne du top 6 en progression, France 2 dégringole, M6 à son plus bas depuis 30 ans », sur ozap.com, 5 mars 2024 (consulté le 5 mars 2024)
63. ↑  « Audiences mars 2024 : TF1, seule chaîne du top 4 à progresser, s'envole, France 2 recule, le leadership de France Télévisions menacé au classement des groupes », sur ozap.com, 5 avril 2024 (consulté le 5 avril 2024)
64. ↑  « Audiences avril 2024 : TF1 en nette hausse sur un an, France 2 et France 3 en repli, BFMTV devance d'un cheveu CNews, belle progression pour TF1 Séries Films », sur ozap.com, 30 avril 2024 (consulté le 30 avril 2024)
65. ↑  « Audiences mai 2024 : TF1, leader conforté, France 2 sous les 15%, record de saison pour Canal+ », sur ozap.com, 7 juin 2024 (consulté le 7 juin 2024)
66. ↑  « Audiences juin 2024 : L'Euro 2024 profite à TF1 et M6, France 2, à son plus bas depuis 3 ans et demi, souffre, TF1 Séries Films s'envole, L'Équipe en perte de vitesse », sur ozap.com, 3 juillet 2024 (consulté le 3 juillet 2024)
67. ↑  « Audiences juillet 2024 : Historique, France 2 détrône TF1 et devient première chaîne de France grâce à l'énorme succès de la cérémonie d'ouverture et des JO de Paris », sur ozap.com, 29 juillet 2024 (consulté le 29 juillet 2024)
68. ↑  « Audiences août 2024 : Grâce aux Jeux de Paris 2024, France 2 est à un niveau record depuis plus de 20 ans, pire mois historique pour TF1, M6 s'effondre », sur ozap.com, 2 septembre 2024 (consulté le 2 septembre 2024)
69. ↑  « Audiences septembre 2024 : Les Jeux de Paris terminés, TF1 retrouve le leadership sans difficulté face à France 2, rentrée compliquée pour M6 », sur ozap.com, 1er octobre 2024 (consulté le 1er octobre 2024)
70. ↑  « Audiences octobre 2024 : TF1, large leader, fait un quasi sans-faute face à France 2, France 3 prend sa revanche sur M6, 6ter performe », sur ozap.com, 8 novembre 2024 (consulté le 8 novembre 2024)
71. ↑  « Audiences novembre 2024 : Record de l'année pour TF1 qui s'envole, France 2, à son plus bas depuis 4 ans, plonge, meilleur mois historique pour C8 plus forte que France 5 et TMC », sur ozap.com, 8 décembre 2024 (consulté le 8 décembre 2024)
72. ↑  « Audiences TV TNT (Décembre 2024) : BFMTV requinquée, CNews poursuivante, désillusion pour France 2... », sur toutelatele.com, 2 janvier 2025 (consulté le 2 janvier 2025)
73. ↑  « Audiences annuelles 2024 : TF1, leader, résiste à France 2, portée par les JO et en hausse continue depuis 2017, M6, à son plus bas depuis 1990, baisse encore, Arte et CNews signent un record », sur ozap.com, 12 janvier 2025 (consulté le 12 janvier 2025)
74. ↑  « Audiences janvier 2025 : TF1 en tête portée par Dorothée, France 2, seule chaîne du top 5 en hausse, M6 s'enlise sur les 4+, RMC Story stable malgré "Le Bigdil" », sur ozap.com, 6 février 2025 (consulté le 6 février 2025)
75. ↑  « Audiences février 2025 : TF1 se stabilise, France 3 s'envole, C8 finit en beauté, NRJ 12 s'achève dans l'indifférence générale, record historique pour la chaîne L'Équipe », sur ozap.com, 6 mars 2025 (consulté le 6 mars 2025)
76. ↑  « Audiences mars 2025 : Sans C8 et NRJ 12, TF1 atteint son plus haut depuis 1 an et demi, France 2 grimpe, M6 dégringole, France 5, Arte et L'Équipe s'envolent », sur ozap.com, 2 avril 2025 (consulté le 2 avril 2025)
77. ↑  « Audiences avril 2025 : TF1 leader stable, France 2 brille, France 3 s'envole, M6 respire et signe son record sur cible depuis 2 ans et demi », sur ozap.com, 1er mai 2025 (consulté le 4 mai 2025)
78. ↑  Médiamétrie, mesure d'audience, Mediametrie.fr
79. ↑  Benjamin Meffre, « Audiences : Le handball booste TF1 et permet à TMC de signer son record historique », PureMédias,‎ 25 janvier 2017 (lire en ligne, consulté le 25 janvier 2017)
80. ↑  Florian Guadalupe, « Audiences TMC leader avec le foot signe son record historique, "Koh-Lanta" en baisse devant "Caïn" », PureMédias,‎ 24 mars 2018 (lire en ligne, consulté le 24 mars 2018)
81. ↑  Kevin Boucher, « Audiences : "Esprits criminels" leader sur TF1, TMC signe son record historique avec Slovaquie-Angleterre », PureMédias,‎ 21 juin 2016 (lire en ligne, consulté le 25 janvier 2017)
82. ↑  Kevin Boucher, « Audiences : Record historique pour le handball sur TMC », PureMédias,‎ 31 janvier 2015 (lire en ligne, consulté le 25 janvier 2017)
83. ↑  Benjamin Meffre, « Audiences : TF1 leader avec "After Earth" devant France/Bolivie sur TMC, France 2 et "Zone interdite" en forme », sur www.ozap.com, PureMédias, 3 juin 2019 (consulté le 4 juin 2019)
84. ↑  Christophe Gazzano, « Audiences access 20h : Record historique pour "Quotidien", "A prendre ou à laisser" au plus haut, "28 minutes" en forme », sur www.ozap.com, PureMédias, 9 juin 2020 (consulté le 9 juin 2020).
85. ↑  Kevin boucher, « Audiences : "Alice Nevers" leader en baisse, TMC talonne France 2 et M6, "The Missing" chute encore », PureMédias,‎ 12 mai 2017 (lire en ligne, consulté le 12 mai 2017)
86. ↑  Benoît Daragon, « Audiences : "Le Dîner de cons" en tête devant la soirée électorale de France 3, TMC bat M6 et France 2 », PureMédias,‎ 14 décembre 2015 (lire en ligne, consulté le 25 janvier 2017)

### Autres références
1. ↑  « https://teleservice.gouv.mc/rci/extrait/56S00567 »
2. ↑  « TV Monaco devient membre de l’UER - The Media Leader FR », sur the-media-leader.fr, 15 avril 2024 (consulté le 17 avril 2024)
3. ↑  L’affaire "Images et Son", Page 1 : Charles Michelson
4. ↑  L’affaire "Images et Son", Page 2 : Le "cadeau" de François Mitterrand à Charles Michelson
5. ↑  L’affaire "Images et Son", Page 3 : Rainier s’associe à Michelson
6. ↑  L’affaire "Images et Son", Page 4 : Michelson fonde Europe no 1
7. ↑  [vidéo] Inauguration de Télé Monte-Carlo par le Prince Rainier III, TMC 50 ans - TMC Monte Carlo novembre 2004 sur Dailymotion, 18 novembre 2006.
8. ↑  TMC : histoire de la chaîne monégasque
9. ↑  Cérémonie du mariage de S.A.S. le Prince Rainier III de Monaco avec Grace Kelly, 18 avril 1956, Télé Monte-Carlo - RTF sur ina.fr
10. ↑  « TÉLÉ-MONTE-CARLO ET TÉLÉ-LUXEMBOURG FONDENT UNE SOCIÉTÉ DE PRODUCTION COMMUNE », Le Monde.fr,‎ 15 mars 1968 (lire en ligne, consulté le 4 mai 2024)
11. ↑  Rapport du Sénat 1972-1973. Annexe au procès-verbal de la séance du 21 novembre 1972.
12. ↑  [vidéo] « Télé Monte-Carlo (TMC) - générique Télé-Soir - 1954-1963 », sur YouTube, 29 octobre 2022.
13. ↑  Télé Magazine no 264 du 13 au 19 novembre 1960 - Jean-Claude Brialy - Programmes TV + Radio + Tous sujets Société-www.delcampe.net
14. ↑  DOC CLUB TINTIN TMC ET BLANCHE NEIGE MONTE CARLO-www.delcampe.net
15. ↑   La création d'une chaîne indépendante de télévision pourrait menacer le monopole de l'ORTF, article paru dans Le Monde, le 9 juin 1970
16. ↑  Le Secam tente une sortie-L'Express, 31 mai-6 juin 1971
17. ↑  TÉLÉ-MONTE-CARLO ENGAGERA LA BATAILLE DE LA TV-COULEUR SUR LE " FRONT ITALIEN "-Le Monde-21/06/1971
18. ↑  22 anni fa nasceva TeleMonteCarlo
19. ↑   La station Télé Monte-Carlo se lance à la conquête de Milan, article paru dans Le Monde, le 15 janvier 1975
20. ↑   D'une chaîne à l'autre, article paru dans Le Monde, le 28 décembre 1976
21. ↑  « Europe 1 cède à RMC sa participation dans Télé-Monte-Carlo », journal,‎ 22 février 1987 (lire en ligne, consulté le 29 août 2024)
22. ↑  « La privatisation de RMC-TMC Coup de théâtre au coeur de l'été », journal,‎ 12 août 1987 (lire en ligne, consulté le 29 août 2024)
23. ↑  Serge Richard, « Hersant veut avaler deux télés », Le Canard enchaîné, vol. 72ème année, no 3'460,‎ 18 février 1987, p. 3
24. ↑  « Un entretien avec M. Antoine Schwarz, président de la SOFIRAD », Le Monde.fr,‎ 31 janvier 1989 (lire en ligne, consulté le 9 décembre 2023)
25. ↑  , maxlafontaine.webne.ch.
26. 1 2  [vidéo] JINGLE TMC - 1988 sur Dailymotion, 28 novembre 2006.
27. ↑  [vidéo] Début de la diffusion des programmes de M6 sur TMC le 12 mai 1988 sur Dailymotion, 16 janvier 2007.
28. ↑  [vidéo] Bande-annonce de la fin de diffusion de M6 sur TMC pour la région de Nice en 1989 sur Dailymotion, 1er août 2007.
29. ↑  [vidéo] Bande-annonce de la fin de diffusion de M6 sur TMC pour Marseille et la Côte d'Azur en 1989 sur Dailymotion, 1er août 2007.
30. ↑  [vidéo] MCM sur TLM - 1990 sur Dailymotion, 14 août 2007 (consulté le 5 décembre 2023).
31. ↑  [vidéo] Première émission de MCM Euromusique sur TMC le 1er juillet 1989 sur Dailymotion, 1er août 2007.
32. ↑  [vidéo] Mire TMC Affichant La Date L'heur et Le Programe (sic) 5 Juin 1993 sur Dailymotion, 26 janvier 2011 (consulté le 28 janvier 2023).
33. 1 2 3  [vidéo] « TMC - 13 Octobre 1993 - Ouverture antenne », sur YouTube, 20 mai 2019 (consulté le 29 janvier 2023).
34. 1 2 3 4 5  Monaco renouvelle le contrat de concession de RMC pour vingt ans, Les Échos no 16782 du 30 novembre 1994
35. ↑  [vidéo] « TMC - Octobre 1993 - Première émission complète », sur YouTube, 5 mai 2019 (consulté le 4 décembre 2023).
36. ↑  « Canal+ reprend 47,5 % de la Monégasque des ondes », sur Les Echos, 28 juillet 1995 (consulté le 21 octobre 2022)
37. 1 2  Martine ESQUIROU, « Canal+ fortifie ses liens avec BertelsmannLes deux groupes vont se partager 47,5% du capital de la société qui gère TMC. », sur Libération (consulté le 21 novembre 2023)
38. ↑  Par Marc PELLERIN Le 6 mai 1998 à 00h00, « Le hit-parade des chaînes par câble et satellite », sur leparisien.fr, 5 mai 1998 (consulté le 4 décembre 2023)
39. ↑  Audition de TMC devant le CSA le 17 juin 2002 pour l'attribution d'une fréquence sur la TNT [PDF]
40. ↑  Décret no 2003-808 du 22 août 2003 portant publication de l'accord entre le Gouvernement de la République française et le Gouvernement de Son Altesse Sérénissime le Prince de Monaco relatif à l'attribution et à l'utilisation par la société Télé Monte Carlo de canaux de diffussion hertziens terrestres pour la diffusion de son programme à partir d'installation d'émissions implantées en territoire français
41. ↑  Ordonnance Souveraine no 16.066 du 21 novembre 2003 rendant exécutoire l'accord entre le Gouvernement de la Principauté de Monaco et le Gouvernement de la République française relatif à l'attribution et à l'utilisation par la société Télé Monte Carlo de fréquences hertziennes terrestres pour la diffusion de son programme à partir d'installation d'émissions implantées en territoire français
42. ↑  « Le CSA donne son feu vert au rachat de TMC », Le Monde.fr,‎ 12 février 2005 (lire en ligne, consulté le 4 décembre 2023)
43. ↑  Bande-annonce des 50 ans de TMC (1954-2004)
44. ↑  TMC fête ses 50 ans avec Foucault, Nagui, Montiel et les autres... Toutelatele.com, 21 octobre 2004
45. ↑  « Le groupe Pathé s'apprête à se désengager de la télévision, en cédant ses... », sur www.telesatellite.com (consulté le 4 décembre 2023)
46. ↑  « Pathé vend ses chaînes thématiques », Les Echos,‎ 6 septembre 2004 (lire en ligne)
47. ↑  « Pathé et la télé, c’est fini », sur www.20minutes.fr, 4 novembre 2004 (consulté le 4 décembre 2023)
48. ↑  « TMC rapatrie ses activités de diffusion à Monaco », Le Monde.fr,‎ 15 décembre 2005 (lire en ligne, consulté le 4 décembre 2023)
49. 1 2  « TMC rapatrie ses activités de diffusion à Monaco », Le Monde.fr,‎ 15 décembre 2005 (lire en ligne, consulté le 30 octobre 2022)
50. ↑  Julien, « TMC passe en 16/9ème aujourd'hui », sur alloforfait.fr, 16 février 2009 (consulté le 4 décembre 2023)
51. ↑  Guillaume Leroy, « TMC toujours leader des chaînes de la TNT », sur Télé 2 semaines, 4 novembre 2008 (consulté le 21 juillet 2022)
52. ↑  « Coupe des Confédérations: TMC enchaîne les records d'audience », sur BFM Business (consulté le 15 juin 2022)
53. ↑  Alexis Delcambre et Alexandre Piquard, « Yann Barthès et son équipe passent sur TF1 et TMC », Le Monde.fr,‎ 9 mai 2016 (ISSN 1950-6244, lire en ligne, consulté le 10 mai 2016)
54. ↑  « Yann Barthès rejoint TF1 en hebdo, TMC en quotidienne », sur ozap.com (consulté le 10 mai 2016)
55. 1 2 3  Paul Charoy, « Découvrez cette exposition dédiée à la naissance de Télé Monte-Carlo », sur Monaco Tribune, 28 mars 2024 (consulté le 4 mai 2024)
56. ↑  TF1 devient l'unique propriétaire de TMC en rachetant les 20 % de la Principauté de Monaco
57. 1 2  « La rentrée des télés : "Quotidien", on reprend les mêmes et ça fait du bien », sur ozap.com, 12 septembre 2016 (consulté le 18 décembre 2023)
58. ↑  « TMC va diffuser le concert d'Ariana Grande à Manchester ce soir », ozap.com (consulté le 4 juin 2017)
59. ↑  « TMC diffusera les courses de F1 du Portugal et d’Emilie-Romagne en Italie », sur Sport Strtatégies (consulté le 12 octobre 2020)
60. ↑  « La F1 récupère la réalisation TV du Grand Prix de Monaco », sur Nextgen-Auto.com, 20 mai 2023 (consulté le 16 août 2023)
61. ↑  « La Jeunesse de Télé Monte-Carlo », sur INSTITUT AUDIOVISUEL DE MONACO (consulté le 4 mai 2024)
62. ↑  La rédaction, « Elle aura bientôt 70 ans, retour sur la création de Télé Monte-Carlo », sur Nice-Matin, 27 mars 2024 (consulté le 4 mai 2024)
63. ↑  « Fréquences TNT : plusieurs nouveaux entrants veulent lancer leur chaîne télé », sur Les Echos, 15 mai 2024 (consulté le 9 juillet 2024)
64. ↑  « Attribution des fréquences de la télévision numérique terrestre (TNT) : audition du projet "TMC" | Arcom », sur www.arcom.fr (consulté le 9 juillet 2024)
65. ↑  [vidéo] « Indicatif de Télé Monte Carlo », sur YouTube, 19 novembre 2009. Il est présent sur la mire officielle de la chaîne, diffusée en dehors des programmes quotidiens. La chaîne monégasque utilise la télédiffusion norme E à 819 lignes jusqu'en 1973
66. ↑  [vidéo] Indicatif d'ouverture d'antenne de TMC de 1973 à 1986 sur Dailymotion, 10 novembre 2006.
67. 1 2 3  [vidéo] « C'est assez chaud - TMC - 1984 », sur YouTube, 23 mai 2013 (consulté le 10 juin 2023).
68. 1 2  [vidéo] TMC programme du 20 février 1985 sur Dailymotion, 20 décembre 2008 (consulté le 13 juillet 2023).
69. ↑  [vidéo] Indicatif d'ouverture d'antenne de TMC de 1986 à 1988 sur Dailymotion, 16 octobre 2006.
70. ↑  [vidéo] Indicatif de fermeture d'antenne de TMC de 1986 à 1988 sur Dailymotion, 7 août 2007.
71. ↑  [vidéo] Indicatif d'ouverture d'antenne de TMC de 1988 à 1989 sur Dailymotion, 26 novembre 2006.
72. ↑  [vidéo] Jingle pub et bande annonce TMC en 1988 sur Dailymotion, 30 janvier 2007.
73. ↑  [vidéo] Indicatif d'ouverture d'antenne de TMC de 1989 à 1991 sur Dailymotion, 17 octobre 2006.
74. ↑  [vidéo] "Canap 89" : Etienne Carbonnier revisite l'année 1989 ce soir sur TMC - Vidéo Dailymotion sur Dailymotion, 6 avril 2022 (consulté le 21 juillet 2023).
75. ↑  [vidéo] Page De Publicité 1992 TMC sur Dailymotion, 24 mai 2011 (consulté le 21 mai 2024).
76. ↑  [vidéo] « TMC Monté Carlo (1993)  (France)  fermeture antenne (closing) », sur YouTube, 28 décembre 2009.
77. 1 2  [vidéo] « TMC - Octobre 1993 - Première émission complète », sur YouTube, 5 mai 2019 (consulté le 8 juin 2023).
78. 1 2 3  « Les habits neufs de TMC », sur Stratégies, 8 mars 2002 (version du 7 octobre 2011 sur Internet Archive)
79. ↑  [vidéo] « TMC - 2002 - mire musicale », sur YouTube, 7 mars 2010.
80. ↑  [vidéo] « TMC - 2002 - Bandes annonces (qualité dvd) », sur YouTube, 22 mars 2010.
81. ↑  « Nouvel habillage pour TMC le 21 mars », sur Stratégies, 4 mars 2003 (version du 30 janvier 2016 sur Internet Archive)
82. ↑  Julien, « TMC devrait passer en 16/9ème mi février », sur alloforfait.fr, 23 janvier 2009 (consulté le 27 mai 2024)
83. ↑  Julien, « TMC passe en 16/9ème aujourd'hui », sur alloforfait.fr, 16 février 2009 (consulté le 27 mai 2024)
84. ↑  [vidéo] « tmc 16/02/2009 lancement nouvel habillage, 2 ba, euroshopping », sur YouTube, 28 octobre 2016 (consulté le 23 mai 2024).
85. ↑  Télé Monte-Carlo en couleur-Le Figaro-25/02/1974
86. ↑  [vidéo] « TMC/M6 - bande-annonce TMC+transition M6 - mai 1988 », sur YouTube, 11 octobre 2022.
87. ↑  [vidéo] « TMC Télé Monte-Carlo - ouverture et fermeture antenne - 1986-1988 », sur YouTube, 15 mai 2022.
88. ↑  [vidéo] « TMC News - générique - TMC Télé Monte-Carlo - 1987 », sur YouTube, 14 mai 2022.
89. ↑  [vidéo] « TMC News, Meteo (Chantal Bultez) et BA : samedi 30 mai 1987 », sur YouTube, 11 juin 2023.
90. ↑  [vidéo] « TMC Sports - générique - Télé Monte-Carlo », sur YouTube, 13 juin 2022.
91. ↑  [vidéo] JINGLE TMC - 1988 sur Dailymotion, 28 novembre 2006 (consulté le 4 décembre 2023).
92. ↑  [vidéo] « JINGLE PUB TMC 1988 », sur YouTube, 11 octobre 2022.
93. ↑  [vidéo] « Démarrage commun TMC-M6 - 1988 », sur YouTube, 22 septembre 2021.
94. ↑  [vidéo] Page De Publicité 1992 TMC sur Dailymotion, 24 mai 2011.
95. ↑  [vidéo] Mire TMC Affichant La Date L'heur et Le Programe  15 Février 1993 TMC sur Dailymotion, 19 septembre 2010.
96. ↑  [vidéo] Extraits De L'emission Récré Kids Novembre 1993 TMC sur Dailymotion, 10 septembre 2010.
97. ↑  [vidéo] Récré Kids émission Du 04 Avril 1994 TMC sur Dailymotion, 27 août 2010.
98. ↑  [vidéo] La Météo Du 29 Octobre 1994 TMC sur Dailymotion, 22 novembre 2011.
99. ↑  [vidéo] Transformers Extrait De L'emission Récré Kids 1994 TMC sur Dailymotion, 3 septembre 2011.
100. ↑  Jean-Antoine Laborie, Who's Who France
101. ↑  Mort de Joseph Pasteur, France-Soir, 3 avril 2011
102. ↑  Gérard Emery, Who's Who France
103. ↑  « (4) Rainier se fait arnaquer (1956) », sur web.archive.org, 10 janvier 2008 (consulté le 2 octobre 2024)
104. ↑  Monte Carlo TMC modifie son capital
105. ↑  « TELE MONTE-CARLO SAM () Chiffre d'affaires, résultat, bilans sur SOCIETE.COM - 890051170 », sur www.societe.com (consulté le 4 mai 2024)
106. ↑  Canal+ fortifie ses liens avec Bertelsmann, Libération du 29 juillet 1995.
107. ↑  Avis de dissolution - Attribution - TELE MONTE-CARLO
108. ↑  Achat de TMC et NT1 par TF1 : accord du CSA assorti d’engagements substantiels - Communiqué du CSA du 25 mars 2010
109. ↑  « TF1 intègre la régie de TMC et NT1 » (consulté le 2 juin 2015)
110. ↑  « Convention conclue entre l'Arcom et la société TELE MONTE-CARLO, concernant le service de télévision TMC | Arcom », sur www.arcom.fr (consulté le 21 décembre 2024)
111. ↑  « Aperçu de l’extrait de Télé Monte-Carlo au RCI de Monaco », sur teleservice.gouv.mc (consulté le 21 décembre 2024)
112. ↑  C'est quoi l'amour ? arrive sur TMC sans Carole Rousseau, toutelatele.com.
113. ↑  (en) World Radio Television Handbook, 1956, p. 146.
114. ↑  Thierry Vignaud, « Émetteur du Mont Agel », sur tvignaud.pagesperso-orange.fr.
115. ↑  Décret no 2011-1014 du 24 août 2011 portant publication de l'accord sous forme d'échange de lettres entre le Gouvernement de la République française et le Gouvernement de Son Altesse Sérénissime le Prince de Monaco portant dénonciation de l'accord relatif à l'attribution et à l'utilisation par la société Télé Monte Carlo (TMC) de canaux de télédiffusion hertzienne terrestre pour la retransmission de son programme, à partir d'installations d'émission implantées sur le territoire français, signé à Monaco le 15 mars 2002
116. ↑  TMC et NT1 choisissent le bouquet FRANSAT pour passer à la haute définition, le 19 mai 2015 sur zonebourse.com
117. ↑  TMC et NT1 désormais en HD sur Free… et bientôt chez tous les opérateurs, le 1er octobre 2015 sur programme.tv
118. ↑  Décision no 2006-836 du 19 décembre 2006 du CSA modifiant la décision no 2003-307 du 10 juin 2003 autorisant la société Télé Monte-Carlo à utiliser une ressource radioélectrique pour l'exploitation d'un service de télévision à caractère national diffusé en clair par voie hertzienne terrestre en mode numérique.
119. ↑  « Passage TNT HD »
120. ↑  « Les 25 meilleures audiences de la TNT en 2021 », sur ozap.com (consulté le 21 juillet 2022)
121. ↑  « TF1 toujours en clair par satellite », sur www.telesatellite.com (consulté le 19 décembre 2022)
122. ↑  Convention de la chaîne TMC Suisse, CSA, consulté le 19 février 2015